# Ilja Grigorjewitsch Ehrenburg

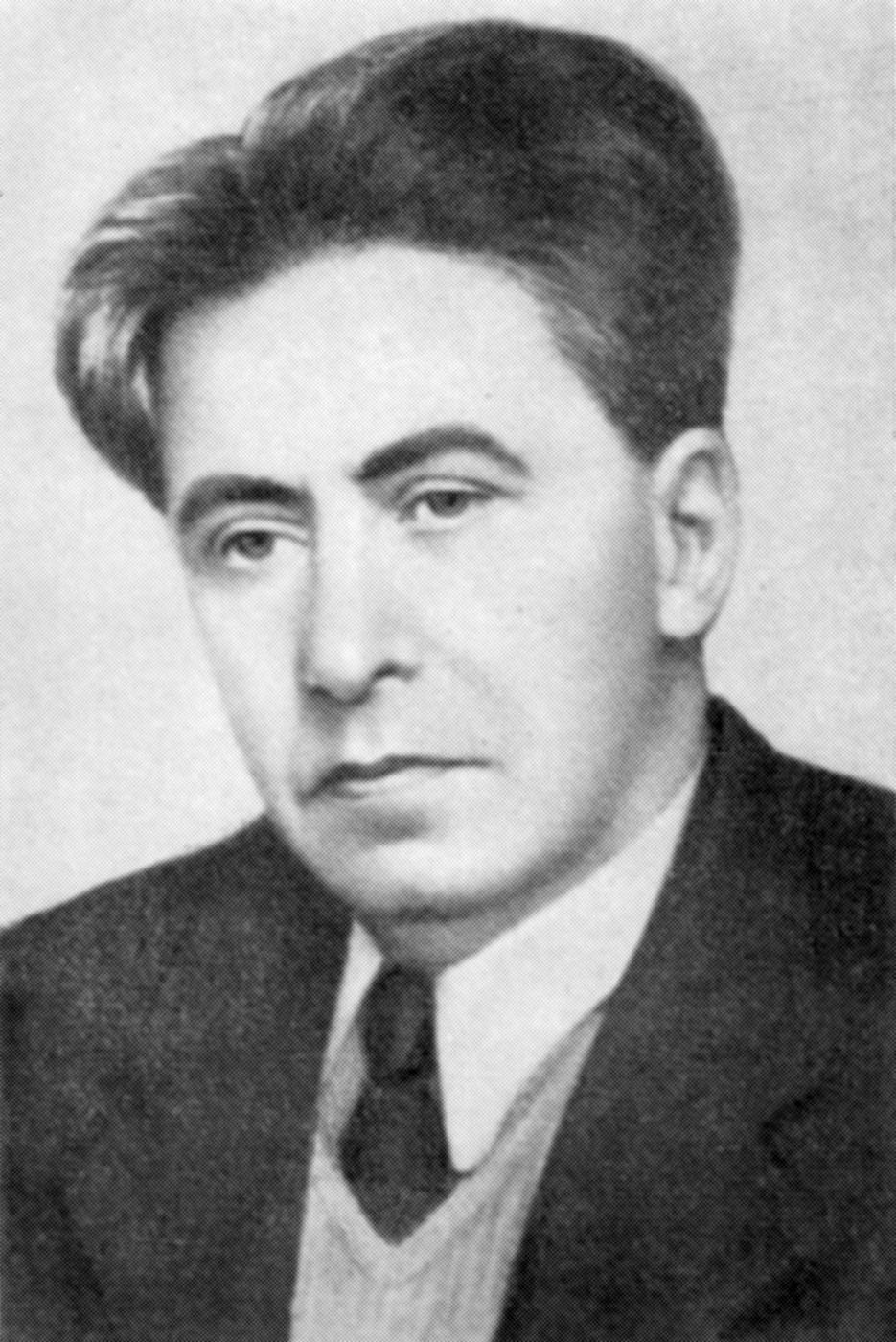
Ilja Ehrenburg

Ehrenburgs Grab auf dem Moskauer Nowodewitschi-Friedhof mit Picassos Porträt

Ilja Grigorjewitsch Ehrenburg (gelegentlich auch als Erenburg transkribiert; russisch Илья́ Григо́рьевич Эренбу́рг; * 14. Januar (Julianischer Kalender)/26. Januar (Gregorianischer Kalender) 1891 in Kiew, Russisches Kaiserreich; † 31. August 1967 in Moskau, Sowjetunion) war ein russischer Schriftsteller und Journalist.
Er gehört zu den produktivsten und profiliertesten Autoren der Sowjetunion und veröffentlichte rund hundert Bücher. Ehrenburg ist in erster Linie als Autor von Romanen sowie als Journalist bekannt geworden, insbesondere als Berichterstatter und teilweise auch Propagandist in drei Kriegen (Erster Weltkrieg, Spanischer Bürgerkrieg und vor allem Zweiter Weltkrieg). Seine Propagandaartikel im Zweiten Weltkrieg haben nachträglich in der Bundesrepublik Deutschland, vor allem in den 1960er Jahren, heftige und kontroverse Debatten ausgelöst. Der Roman Tauwetter gab der Tauwetter-Periode, der Phase der Lockerungen nach Stalins Tod, ihren Namen. Auch Ehrenburgs Reiseberichte fanden große Resonanz, vor allem aber seine Autobiografie Menschen Jahre Leben, die als sein bekanntestes und am meisten diskutiertes Werk gelten kann. Besondere Bedeutung hatte das von ihm gemeinsam mit Wassili Grossman herausgegebene Schwarzbuch über den Völkermord an den sowjetischen Juden, die erste große Dokumentation der Shoah. Zudem veröffentlichte Ehrenburg eine Reihe von Gedichtbänden.

## Leben

### Jüdische Herkunft, revolutionäre Jugend
Ehrenburg wurde in eine bürgerliche jüdische Familie geboren; sein Vater Grigori war Ingenieur. Die Familie hielt keine Religionsvorschriften ein, Ehrenburg lernte die religiösen Bräuche allerdings bei seinem Großvater mütterlicherseits kennen. Ilja Ehrenburg schloss sich niemals einer Religionsgemeinschaft an und lernte auch nie Jiddisch; er verstand sich zeitlebens als Russe und später als Sowjetbürger und schrieb auf Russisch, auch in seinen vielen Exiljahren. Doch er legte großen Wert auf seine Herkunft und verleugnete nie sein Jüdischsein. Noch in einer Radiorede zu seinem 70. Geburtstag erklärte er: „Ich bin ein russischer Schriftsteller. Und solange auf der Welt auch nur ein einziger Antisemit existiert, werde ich auf die Frage nach der Nationalität stolz antworten: ‚Jude‘.“

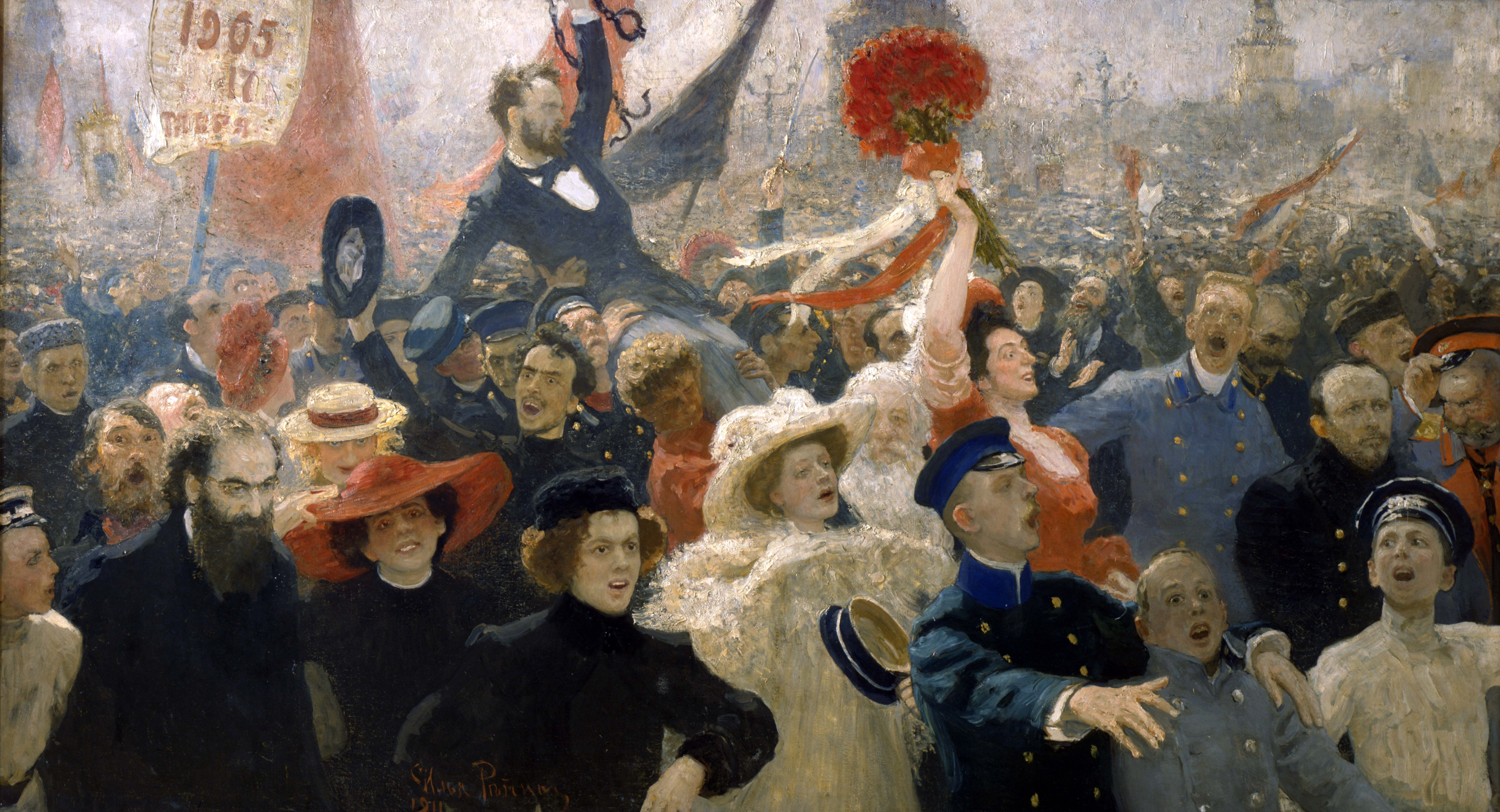
„Demonstration am 17. Oktober 1905“ (Gemälde von Ilja Repin, 1907/1911).
Als vierzehnjähriger Schüler geriet Ehrenburg in die Ereignisse der Russischen Revolution von 1905.

1895 zog die Familie nach Moskau, wo Grigori Ehrenburg eine Stelle als Direktor einer Brauerei bekommen hatte. Ilja Ehrenburg besuchte das renommierte Erste Moskauer Gymnasium und lernte Nikolai Bucharin kennen, der eine Klasse zwei Jahrgänge über ihm besuchte; die beiden blieben bis zu Bucharins Tod während des Großen Terrors 1938 befreundet.

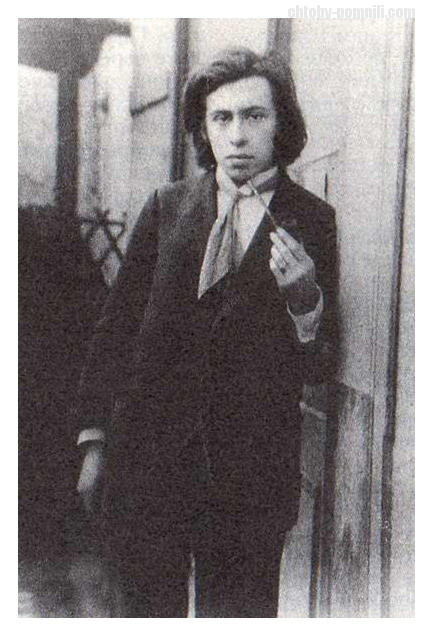
Der junge Ehrenburg

Im Jahre 1905 erfasste die Russische Revolution auch die Schulen; die Gymnasiasten Ehrenburg und Bucharin nahmen an Massenversammlungen teil und erlebten die gewaltsame Niederschlagung der Revolution. Im folgenden Jahr schlossen sie sich einer bolschewistischen Untergrundgruppe an. Ehrenburg verteilte illegal Parteizeitungen und hielt Reden in Fabriken und Kasernen. 1907 wurde er von der Schule verwiesen, 1908 verhaftete ihn die zaristische Geheimpolizei, die Ochrana. Er verbrachte fünf Monate im Gefängnis, wo er geschlagen wurde (einige seiner Zähne brachen dabei ab). Nach seiner Freilassung musste er sich in wechselnden Provinzorten aufhalten und versuchte dort, erneut bolschewistische Kontakte zu knüpfen. Schließlich gelang es seinem Vater 1908, wegen Ilja Ehrenburgs angeschlagener Gesundheit einen „Kuraufenthalt“ im Ausland zu erwirken; er hinterlegte dafür eine Kaution, die später verfiel. Ehrenburg wählte Paris als Exilort, nach eigenen Angaben, weil Lenin sich damals dort aufhielt. Seine Schulbildung hat er nie abgeschlossen.

### La Rotonde – das Leben der Bohème
In Paris suchte Ehrenburg Lenin auf und beteiligte sich zunächst an der politischen Arbeit der Bolschewiki. Doch er nahm bald Anstoß an den zahlreichen Streitigkeiten der Fraktionen und Grüppchen, vor allem aber dem mangelnden Interesse der exilrussischen Gemeinde für das Pariser Leben. Seine Geliebte und Parteigenossin, die Dichterin Jelisaweta Polonskaja, vermittelte ihm einen Kontakt zu Leo Trotzki, der sich zu dieser Zeit in Wien aufhielt. Doch Ehrenburg war von Trotzki tief enttäuscht. In seinen Memoiren berichtet er, dass dieser die Werke von Ehrenburgs damaligen literarischen Vorbildern, den russischen Symbolisten Waleri Brjussow, Alexander Blok, Konstantin Balmont als dekadent aburteilte und ihm gegenüber die Kunst generell als sekundär und der Politik untergeordnet bezeichnete. (Allerdings verzichtet Ehrenburg darauf, Trotzki beim Namen zu nennen, dieser taucht lediglich als „der bekannte Sozialdemokrat Ch.“ auf.) Er war tief enttäuscht und kehrte nach Paris zurück. Dort produzierte er gemeinsam mit Polonskaja eine Zeitschrift unter dem Titel Leute von gestern, die satirische Karikaturen Lenins und anderer führender Sozialisten enthielt, und machte sich auf diese Weise gründlich unbeliebt. Bald darauf verließ er die bolschewistische Organisation und blieb seitdem bis an sein Lebensende parteilos.

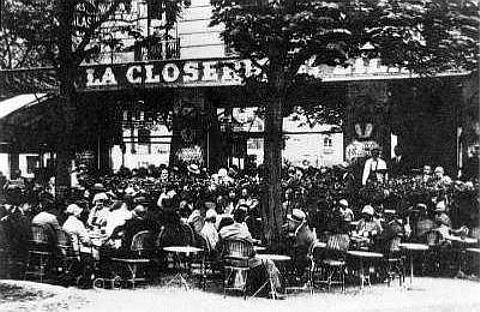
Die „Closerie des Lilas“ (1909). Hier traf sich damals die Bohème im Pariser Quartier Montparnasse.

Ehrenburg begann Gedichte zu schreiben und veröffentlichte bereits 1910 seinen ersten Gedichtband in der Tradition der russischen Symbolisten. Sein Lebenszentrum in den Jahren vor dem Ersten Weltkrieg wurden die Cafés im Quartier de Montparnasse, damals weithin bekannte Künstlertreffpunkte: die „Closerie des Lilas“, besonders aber „La Rotonde“. Dort lernte Ehrenburg die großen Künstler der Moderne kennen, mit denen er lebenslange Freundschaften begann. Die Maler Amedeo Modigliani, Pablo Picasso, Diego Rivera und Fernand Léger gehörten zu seinen engsten Freunden; er wurde mehrmals von ihnen porträtiert. Unter den Schriftstellern waren Maximilian Woloschin und Max Jacob seine engsten Vertrauten.
Ehrenburg lebte in dieser Zeit von väterlichen Zahlungen und Gelegenheitsjobs, u. a. als Fremdenführer für andere Exilrussen; mit Schreiben konnte er kein Geld verdienen, obwohl er mehrere Gedichtbände sowie Übersetzungen französischer Lyrik (Guillaume Apollinaire, Paul Verlaine, François Villon) erstellte. Seine Lyrik fand zunehmend positive Kritiken, u. a. von Brjussow und Nikolai Gumiljow, doch ließ sie sich nicht verkaufen – im Gegenteil, er gab Geld aus, um sie im Selbstverlag zu veröffentlichen. Nach seinem vorläufigen Abschied von der Politik neigte er zeitweise stark dem Katholizismus zu, bewunderte den katholischen Dichter Francis Jammes, dessen Gedichte er ins Russische übersetzte, und schrieb auch selbst katholische Gedichte, etwa auf die Jungfrau Maria oder Papst Innozenz XI., doch konvertierte er nie.
Ende 1909 hatte er die Medizinstudentin Jekaterina Schmidt aus Sankt Petersburg kennengelernt. Die beiden lebten in Paris zusammen und bekamen im März 1911 eine Tochter, Ilja Ehrenburgs einziges Kind, Irina. 1913 trennten sie sich wieder, wobei Irina bei Jekaterina Schmidt blieb; doch scheinen sie sich auch später gut vertragen zu haben und brachten noch nach der Trennung gemeinsam eine Gedichtanthologie heraus.

### Krieg, Revolution, Bürgerkrieg
Zu Beginn des Ersten Weltkriegs meldete sich Ehrenburg freiwillig zum Kampf für Frankreich, wurde aber als untauglich abgewiesen. Da keine Geldanweisungen aus Russland mehr möglich waren, verschlechterte sich seine ökonomische Lage, er hielt sich mit Verladearbeiten am Bahnhof und Schreiben über Wasser. 1915 begann er als Kriegskorrespondent für russische Zeitungen, insbesondere für die Petersburger Börsenzeitung zu schreiben. Seine Reportagen von der Front, u. a. aus Verdun, beschrieben den mechanisierten Krieg in seiner ganzen Entsetzlichkeit. Er berichtete auch über Kolonialsoldaten aus dem Senegal, die zum Kriegsdienst gezwungen wurden, und handelte sich damit Probleme mit der französischen Zensur ein.

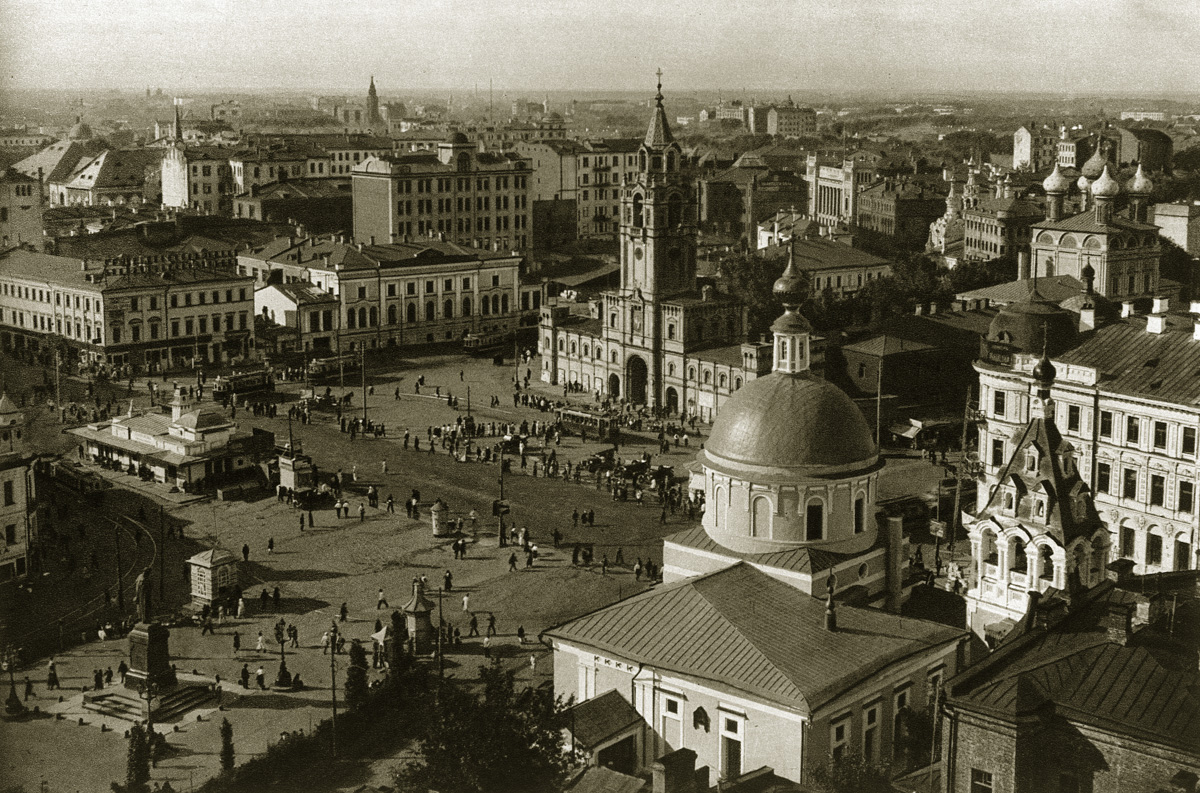
(Strastnaja-Platz, Moskau 1920, heute: Puschkin-Platz). In Moskau erlebte Ehrenburg die Tage der Oktoberrevolution und ein ganzes Jahr Kriegskommunismus.

Die Nachricht von der Februarrevolution 1917 bewog Ehrenburg, wie viele andere Emigranten, nach Russland zurückzukehren. Über England, Norwegen, Schweden und Finnland erreichte er im Juli Petrograd, wie St. Petersburg nun hieß. Die dramatischen Ereignisse der Jahre 1917 und 1918 erlebte er zuerst dort, dann in Moskau. Ehrenburg schrieb unablässig, Gedichte, Essays und Zeitungsartikel. Die andauernde Atmosphäre der Gewalt schockierte ihn; vor allem hielt er nicht viel von den Bolschewiki und spottete wiederholt über „Gott“ Lenin und seine „Hohepriester“ Sinowjew und Kamenew. Ein Gedichtband Gebet für Russland machte ihn bekannt, in dem er den Sturm auf das Winterpalais, den entscheidenden Schlag der Oktoberrevolution, mit einer Vergewaltigung verglich.
Ehrenburg lernte die Futuristen und Suprematisten kennen, die das kulturelle Leben der ersten Sowjetjahre beherrschten, vor allem den Dichter Wladimir Majakowski. Freundschaft aber schloss er mit Boris Pasternak, dessen Lyrik er sein Leben lang bewunderte. Mit zahlreichen Dichterlesungen in Moskauer Cafés und Kneipen machte er sich in dieser Zeit einen Namen; Alexander Blok gibt in einer Tagebuchnotiz eine Äußerung wieder, dass Ehrenburg den ätzendsten Spott mit sich selbst treibe und daher bei der Jugend der letzte Schrei sei.
Im Herbst 1918 reiste Ehrenburg auf abenteuerlichen Wegen nach Kiew und blieb dort ein ganzes Jahr. In dieser Zeit wechselte die Stadt mehrfach den Besitzer: Die Deutschen, Symon Petljuras „Direktorium der Ukrainischen Volksrepublik“, die Rote Armee und die Weiße Armee Denikins lösten sich als Herren ab. Während der Herrschaft der Bolschewiki publizierte Ehrenburg einen Gedichtband und arbeitete als Beauftragter für die ästhetische Erziehung krimineller Jugendlicher, denen er mit sozialpädagogischen Maßnahmen, Alphabetisierung, Theatergruppen usw. zu helfen versuchte. Er schloss sich zudem einer Dichtergruppe an, deren wichtigstes Mitglied Ossip Mandelstam war. Zu dieser Zeit lernte er die Kunststudentin Ljuba Michailowna Kosinzewa kennen und heiratete sie bald darauf; fast zugleich begann er eine Liebesbeziehung mit der Literaturstudentin Jadwiga Sommer. Zeitlebens hatte Ehrenburg während seiner langen Ehe ganz offene Liebesgeschichten mit anderen Frauen. Die Herrschaft Denikins sah er zunächst eher optimistisch; er hielt Dichterlesungen mit dem Gebet für Russland und schrieb eine Serie antibolschewistischer Artikel in der Zeitschrift Kiewer Leben (Kiewskaja Schisn), die stark von einem mystischen russischen Patriotismus geprägt waren. Doch in dieser Phase erlebte der russische Antisemitismus bald einen Höhepunkt. Ehrenburg schrieb auch darüber und entkam nur mit knapper Not einem Pogrom. Die antisemitischen Ausschreitungen haben ihn stark geprägt und dauerhaften Einfluss auf seine Stellung zur Sowjetunion und der Revolution gehabt.

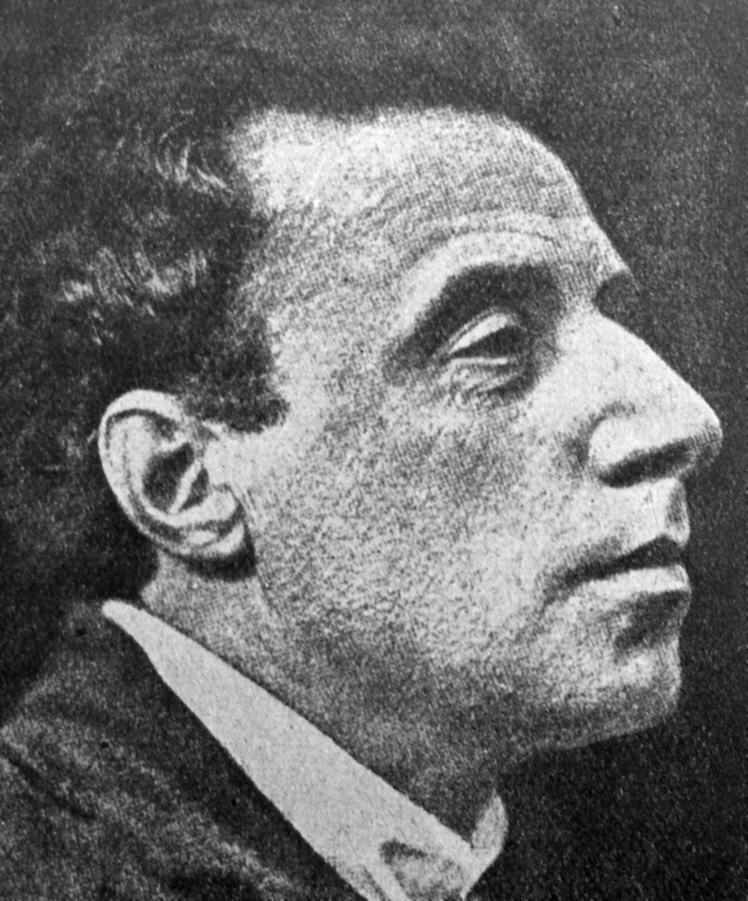
1920/21 arbeitete Ehrenburg für Wsewolod Meyerhold in der „Sektion für Kinder- und Jugendtheater“.

1919 zogen sich die Ehrenburgs mit Jadwiga Sommer und Ossip und Nadeschda Mandelstam, wiederum auf abenteuerlichen Wegen und mehrfach antisemitischen Attacken ausgesetzt, nach Koktebel auf der Krim zurück, wo Ehrenburgs alter Freund aus Paris, Maximilian Woloschin, ein Haus hatte. Mandelstam, den Ehrenburg sehr bewunderte, wurde sein enger Freund. Sie hungerten – nur Jadwiga Sommer hatte eine bezahlte Arbeit, die anderen konnten gelegentlich Lebensmittel beisteuern. In Koktebel versuchte Ehrenburg, wie er in seiner Autobiografie schreibt, die Erfahrungen der stürmischen letzten Jahre zu verarbeiten. Er hielt nun die Revolution für ein notwendiges Ereignis, wenn er auch von ihrer Gewalt und ihrer Dekreteherrschaft abgestoßen war.
Schließlich kehrten die Ehrenburgs 1920 auf einem Umweg über Georgien nach Moskau zurück. Nach wenigen Tagen wurde Ehrenburg von der Tscheka verhaftet und der Spionage für den weißen General Wrangel beschuldigt. Wahrscheinlich war es eine Intervention Bucharins, die zu seiner Freilassung führte. Nun arbeitete er für Wsewolod Meyerhold, den großen Theatermann der Revolution, und betreute die Sektion Kinder- und Jugendtheater. In Menschen Jahre Leben beschrieb er später seine Zusammenarbeit mit dem Clown Wladimir Leonidowitsch Durow und die Tierfabeln, die dieser mit dressierten Kaninchen und anderen Tieren auf die Bühne stellte. Die Ehrenburgs erlebten diese Zeit unter dem Kriegskommunismus in großer Armut, Essen und Kleidung waren nur unter größten Schwierigkeiten zu erhalten. Endlich gelang es ihnen 1921, einen sowjetischen Reisepass zu bekommen, und Ilja und Ljuba Ehrenburg kehrten über Riga, Kopenhagen und London nach Paris zurück.

### Der unabhängige Romanschriftsteller

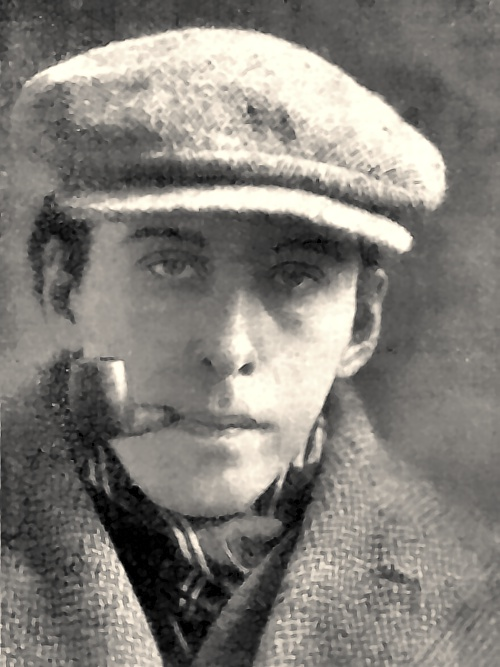
Ilja Ehrenburg im Jahr 1925

Nach 14 Tagen Aufenthalt wurde Ehrenburg jedoch schon wieder als unerwünschter Ausländer nach Belgien abgeschoben. Das Ehepaar Ehrenburg verbrachte einen Monat in dem Seebad La Panne. In dieser Zeit schrieb Ehrenburg seinen ersten Roman, dessen barocker Titel so beginnt: Die ungewöhnlichen Abenteuer des Julio Jurenito […]. Er verarbeitete in dieser grotesken Erzählung seine Erfahrungen mit Krieg und Revolution und setzte sich mit seiner beißenden Satire auf alle kriegführenden Mächte und Völker, aber auch auf die Bolschewiki zwischen alle Stühle. Das Buch wurde 1922 in Berlin gedruckt und konnte Anfang 1923 mit einer Einführung Bucharins auch in Moskau erscheinen; bald wurde es in mehrere Sprachen übersetzt. Es war zugleich Ehrenburgs erstes Werk, das er bis an sein Lebensende hochschätzte und in seine diversen Werkausgaben aufnahm.

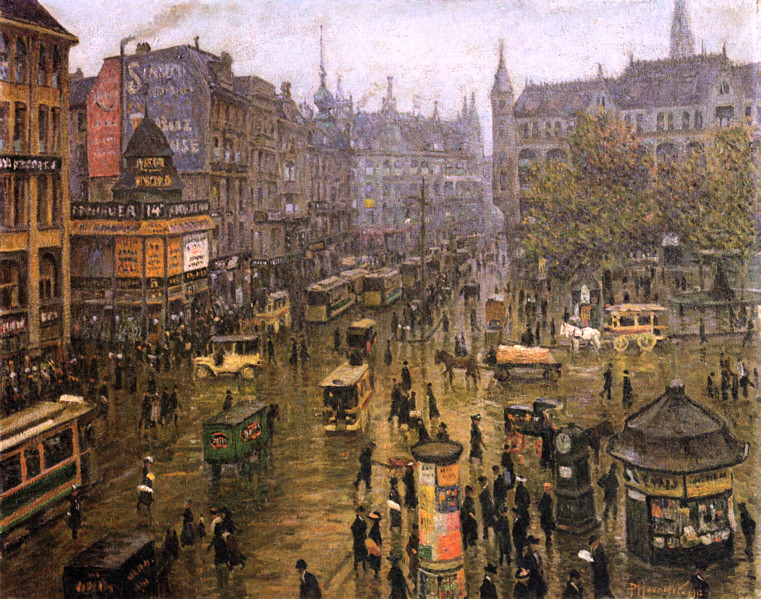
„Spittelmarkt“ (Gemälde von Paul Hoeniger, Berlin 1912). In Berlin, „der Stadt der hässlichen Denkmäler und der ruhelosen Augen“, verbrachte Ehrenburg zwei sehr produktive Jahre.

Da ihm Paris versperrt war, zog Ehrenburg nun nach Berlin, wo zu dieser Zeit mehrere Hunderttausend Russen aller politischen Schattierungen lebten und russischsprachige Verlage und kulturelle Institutionen blühten. Er verbrachte dort gut zwei Jahre. In dieser Zeit war er außerordentlich produktiv: Er schrieb drei weitere Romane, Trust D. E., Leben und Tod des Nikolai Kurbow und Die Liebe der Jeanne Ney, die sämtlich sowohl in Berlin als auch, jeweils mit Verzögerung, in der Sowjetunion erschienen, obwohl sie, ähnlich dem Julio Jurenito, keineswegs einen Parteistandpunkt abbildeten, ferner eine Reihe von Erzählungsbänden (13 Pfeifen, Unwahrscheinliche Geschichten u. a.). Sein bevorzugtes Verlagshaus war damals Gelikon, geleitet von Abram und Wera Wischnjak – Ehrenburg erlebte 1922 auch eine kurze Liebesaffäre mit Wera Wischnjak, während seine Frau mit Abram Wischnjak flirtete.
Ehrenburg veröffentlichte in Berlin zudem eine Reihe von Essaybänden und begann zusammen mit El Lissitzky ein ambitioniertes dreisprachiges Zeitschriftenprojekt, das in Inhalt wie Gestaltung konstruktivistische und suprematistische Ideen realisierte, aber nur von kurzer Lebensdauer war. Er schrieb über Kasimir Malewitsch und Ljubow Popowa, Wladimir Tatlin und Alexander Rodtschenko; Le Corbusier, Léger und Majakowski unterstützten die Zeitschrift. Schließlich entfaltete er eine ausgedehnte literaturkritische Tätigkeit. In der russischsprachigen Berliner Zeitschrift Neues Russisches Buch rezensierte er neue Literatur aus der Sowjetunion und veröffentlichte dort und in Büchern Porträts zeitgenössischer Autoren (Anna Achmatowa, Andrei Bely, Alexander Blok, Boris Pasternak, Sergei Jessenin, Ossip Mandelstam, Wladimir Majakowski, Marina Zwetajewa, Isaak Babel usw.). Seine „Brückenfunktion“ zwischen der Sowjetunion und dem westlichen Ausland spiegelten auch die Besuche von Bucharin, Majakowski, Pasternak und Zwetajewa bei Ehrenburg in Berlin wider; er arrangierte Visumangelegenheiten und Publikationsmöglichkeiten für seine Kollegen im westlichen Ausland.
Anfang 1924 besuchte Ehrenburg mit seiner Frau für einige Monate die Sowjetunion. Er adoptierte seine Tochter, die mittlerweile dreizehnjährige Irina, die mit ihrer Mutter und deren Mann Tichon Sorokin in Moskau lebte, und arrangierte für sie eine schulische und universitäre Ausbildung in Paris; auch für seine drei älteren Schwestern besorgte er Frankreich-Visa. Bei diesem und seinem nächsten Aufenthalt 1926 erlebte er die Folgen der Neuen Ökonomischen Politik (NÖP), der er höchst skeptisch gegenüberstand. Im Frühling 1924 kehrten die Ehrenburgs über Italien nach Paris zurück, wo mittlerweile keine Einwände der Ausländerpolizei mehr gegen Ilja Ehrenburg bestanden.

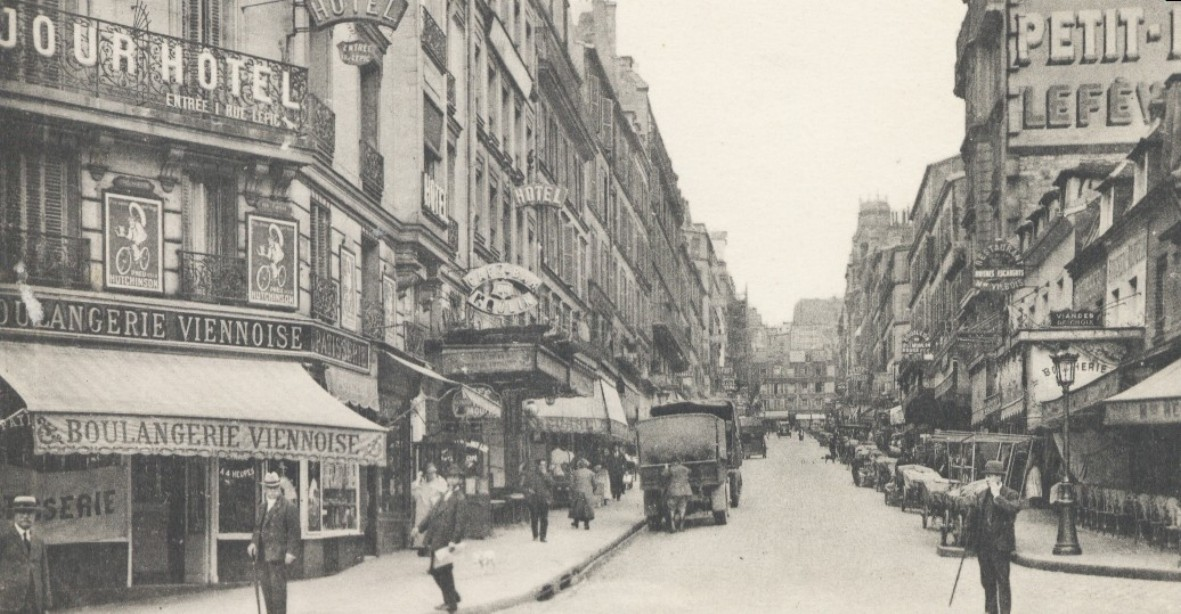
Montmartre (um 1925). Paris wurde zu Ehrenburgs zweiter Heimat und ist Schauplatz einer Reihe von Erzählungen, etwa von Sommer 1925.

In Paris verarbeitete er die sozialen Verwerfungen der NÖP in den Romanen Der Raffer (deutsch auch: Michail Lykow) und In der Prototschni-Gasse (deutsch: Die Gasse am Moskaufluss bzw. Die Abflussgasse). Es gestaltete sich sehr schwierig, diese Bücher in der Sowjetunion zu publizieren. Bereits seine ersten Romane hatten dort neben positiven auch eine Reihe sehr negativer Rezensionen erhalten, vor allem in der Zeitschrift der „proletarischen“ Schriftsteller Auf dem Posten („Na Postu“), die ihn als heimatlosen, antirevolutionären Intellektuellen abstempelte. Diese Probleme erreichten ihren Höhepunkt mit dem Roman Das bewegte Leben des Lasik Roitschwantz, dessen Veröffentlichung die sowjetischen Medien rundweg ablehnten.
Eine weitere Romanserie entstand Ende der zwanziger Jahre: halbdokumentarische Erzählungen über die Interessenkämpfe im Kapitalismus, für die Ehrenburg umfangreiche Recherchen anstellte. Er veröffentlichte sie unter dem Reihentitel Chronik unserer Tage. Im Mittelpunkt standen bekannte Geschäftsleute wie André Citroën, Henri Deterding, Ivar Kreuger, Tomáš Baťa und George Eastman, die in den meisten Fällen namentlich genannt und mit biografischen Details ausgestattet wurden. Doch auch diese Romane konnten nur in stark gekürzter Form in der Sowjetunion erscheinen und verwickelten Ehrenburg zudem in Prozesse. Es gelang ihm trotz seines enormen Ausstoßes nicht, einen halbwegs stabilen Lebensunterhalt zu verdienen; Tantiemen flossen spärlich, die Prozesse kosteten Geld, auch die Verfilmung der Jeanne Ney brachte wenig ein.
Erfolgreicher war eine Artikelserie, die nach Reisen durch Polen und die Slowakei in der sowjetischen Zeitschrift Krasnaja Now erschien. Diese und andere Reiseberichte aus den letzten Jahren fasste Ehrenburg in dem Band Visum der Zeit zusammen, den Kurt Tucholsky in seiner Weltbühne-Kolumne „Auf dem Nachttisch“ enthusiastisch besprach. Ferner setzte er seine kulturellen Vermittlungsbemühungen fort: 1926 hielt er in Moskau Vorträge über den französischen Film und konnte dort auch ein Filmbuch (mit Coverdesign von Rodtschenko) veröffentlichen; ein Bildband mit eigenen Schnappschüssen aus Paris, von El Lissitzky gestaltet, erschien dort 1933. Einer ambitionierten Anthologie französischer und russischer Literatur, zusammengestellt mit seinem Freund Owadi Sawitsch, unter dem Titel Wir und sie wurde die Veröffentlichung in der Sowjetunion hingegen verwehrt – nach Rubensteins Vermutung, weil sie auch einige harmlose Beiträge des bereits in Ungnade gefallenen Trotzki enthielt.

### Parteinahme: Aufbauliteratur, Antifaschismus
Im Jahre 1931 besuchte Ehrenburg zweimal Deutschland und verfasste danach eine Reihe von Artikeln für die sowjetische Presse, in der er tiefe Besorgnis über den Aufstieg des Nationalsozialismus ausdrückte. Im Angesicht dieser Bedrohung glaubte er, Partei nehmen zu müssen: für die Sowjetunion, gegen den Faschismus. Dies schloss für ihn einen Verzicht auf grundsätzliche öffentliche Kritik am politischen Kurs der Sowjetunion ein. In seiner Autobiografie schrieb er: „1931 hatte ich begriffen, dass das Los des Soldaten nicht das des Träumers ist und dass es Zeit sei, seinen Platz in den Reihen der Kämpfenden einzunehmen. Was mir teuer war, gab ich nicht auf, ich rückte von nichts ab, doch ich wusste: Es heißt mit zusammengebissenen Zähnen leben und eine der schwersten Wissenschaften erlernen: das Schweigen.“

Logo der Iswestija, für die Ehrenburg fünf Jahre lang als Auslandskorrespondent arbeitete.

Bald erhielt Ehrenburg das Angebot, als Sonderkorrespondent für die sowjetische Regierungszeitung Iswestija zu schreiben. Nach Erscheinen der ersten Artikel bereiste er 1932 die Sowjetunion. Er suchte die großen Baustellen des ersten Fünfjahresplans auf, vor allem Nowokusnezk, wo damals unter extrem schwierigen Bedingungen ein gewaltiges Stahlwerk errichtet wurde; für die Kosten der Reise kam diesmal Iswestija auf, die ihm auch die Anstellung einer eigenen Sekretärin in Moskau, Walentina Milman, ermöglichte. Zurück in Paris, verfasste Ehrenburg den Roman Der zweite Tag, in dem er die Aufbauleistung von Nowokusnezk feierte; dennoch hatte er große Schwierigkeiten, das Buch in der Sowjetunion zu veröffentlichen – es wurde von den Medien nach wie vor als nicht positiv genug empfunden. Erst nachdem er einige hundert auf eigene Kosten gedruckte, nummerierte Exemplare an das Politbüro und andere wichtige Personen gesandt hatte, fand der Roman 1934 Akzeptanz, allerdings mit zahlreichen Streichungen.
In den nächsten Jahren verfasste Ehrenburg eine große Zahl von Artikeln für Iswestija, deren Chefredaktion 1934 sein Freund Bucharin übernahm. Aktuelle Berichte diktierte er meist am Telefon oder übermittelte sie per Fernschreiber. Er berichtete über den Putschversuch vom 6. Februar 1934 und die Volksfront in Frankreich, den Österreichischen Bürgerkrieg, die Volksabstimmung im Saargebiet. Tenor dieser Aktivitäten war immer wieder die Warnung vor der Gefahr des aufsteigenden Faschismus. Dazu kamen zahlreiche literaturkritische und kulturpolitische Artikel, in denen Ehrenburg nach wie vor Babel, Meyerhold, Pasternak, Zwetajewa usw. gegen den zunehmenden Beschuss von Seiten der späteren Anhänger des Sozialistischen Realismus verteidigte.
Die literarische Moderne und ihre Vertreter in der Sowjetunion nahm er auch beim Ersten Allunionskongress der sowjetischen Schriftsteller 1934 in Moskau in Schutz, zu dem er gemeinsam mit André Malraux anreiste. Obwohl dieser Kongress die Doktrin des Sozialistischen Realismus für verbindlich erklärte, leitete Ehrenburg beträchtliche Hoffnungen von den Auftritten Bucharins, Babels und Malraux’ auf dem Kongress ab. Er verfasste danach, vermutlich gemeinsam mit Bucharin, einen Brief an Stalin, in dem er vorschlug, eine internationale Schriftstellerorganisation zum Kampf gegen den Faschismus zu gründen, die auf strikte Abgrenzung verzichten und alle bedeutenden Schriftsteller vereinen sollte – also eine Art literarische Volksfrontpolitik.
1935 bereitete Ehrenburg, gemeinsam mit Malraux, André Gide, Jean-Richard Bloch und Paul Nizan, einen großen internationalen Schriftstellerkongress vor, der dieser Vorstellung entsprach: den Internationalen Schriftstellerkongress zur Verteidigung der Kultur im Juni 1935 in Paris. Zu den Teilnehmern zählten neben den Genannten u. a. Tristan Tzara, Louis Aragon, Aldous Huxley, Edward Morgan Forster, Bertolt Brecht, Heinrich Mann, Ernst Toller und Anna Seghers; aus der Sowjetunion kamen Pasternak und Babel (es waren ihre letzten Auslandsreisen). Der eindrucksvolle Kongress wurde allerdings von zwei Ereignissen überschattet: Nachdem André Breton – in Reaktion auf einen höchst polemischen Artikel Ehrenburgs gegen die französischen Surrealisten – Ehrenburg auf der Straße ins Gesicht geschlagen hatte, bestand dieser darauf, Breton vom Kongress auszuschließen; der schwerkranke René Crevel versuchte zu vermitteln und beging nach dem Scheitern des Versuches Selbstmord. Und durch „Kongressregie“ versuchten Malraux und Ehrenburg zu verhindern, dass der Fall des in der Sowjetunion verhafteten Victor Serge behandelt wurde, freilich nur mit begrenztem Erfolg.

### Spanischer Bürgerkrieg, Großer Terror, Hitler-Stalin-Pakt
Zu Beginn des Spanischen Bürgerkriegs zögerte Iswestija zunächst, Ehrenburg nach Spanien zu schicken – bis er Ende August 1936 auf eigene Faust abreiste. Zunächst hielt er sich vor allem in Katalonien auf und übermittelte bis Ende 1936 ca. 50 Artikel. Doch beschränkte er sich nicht auf die Rolle des Kriegsberichterstatters; er besorgte einen Lastwagen, einen Filmprojektor und eine Druckerpresse, sprach auf Versammlungen, zeigte Filme (u. a. Tschapajew) und schrieb und druckte mehrsprachige Zeitungen und Flugblätter. Dabei kam ihm sein freundschaftliches Verhältnis zu dem führenden Anarchisten Buenaventura Durruti zugute, den er bereits auf einer Spanienreise 1931 kennengelernt hatte. Ehrenburg hat Durruti und die Anarchisten, trotz ihrer divergierenden politischen Ansichten und Loyalitäten, sowohl damals als auch in seiner Autobiografie immer mit großer Sympathie dargestellt.
1937 reiste Ehrenburg viel in Spanien, zu allen Frontabschnitten. Im Februar lernte er Ernest Hemingway kennen und schloss mit ihm Freundschaft. Ehrenburg gehörte auch zu den Organisatoren des Zweiten Internationalen Schriftstellerkongresses zur Verteidigung der Kultur, der im Juli als „Wanderzirkus“ (Ehrenburg) zuerst in Valencia, dann in Madrid und schließlich in Paris tagte – Teilnehmer waren u. a. Malraux, Octavio Paz und Pablo Neruda. Er berichtete weiterhin über den Krieg, schrieb aber nichts über die zunehmenden blutigen Säuberungen der Kommunisten, etwa gegen den POUM. Seine Biografen nehmen an, dass Ehrenburg bewusst vermied, sich zu diesem Thema öffentlich zu positionieren, auch unter dem Eindruck der beunruhigenden Nachrichten von den ersten Moskauer Prozessen.
Im selben Jahr kam es zum Bruch mit André Gide. Ehrenburg hatte erfolglos versucht, ihn zum Verzicht auf die Veröffentlichung seines kritischen Berichts über seine Sowjetunionreise (Retour de l'U.R.S.S.) zu bewegen – Gides Kritik sei zwar sachlich berechtigt, aber politisch unangebracht, weil sie den einzigen Alliierten der Spanischen Republik attackiere. Als Gide schließlich einen offenen Brief an die spanische Republik wegen des Schicksals verhafteter politischer Gefangener in Barcelona unterzeichnete, griff ihn Ehrenburg öffentlich scharf an: Er schweige zum Morden der spanischen Faschisten und zur Untätigkeit der französischen Volksfrontregierung, aber klage die ums Überleben kämpfende spanische Republik an.
Direkt von den Kämpfen um Teruel reiste Ehrenburg Weihnachten 1937 mit seiner Frau nach Moskau und besuchte seine Tochter Irina, die seit 1933 mit ihrem Mann Boris Lapin dort lebte. Er geriet mitten in die Hochphase des Großen Terrors. Ehrenburg bekam einen Besucherschein für den Prozess gegen seinen Freund Bucharin, bei dem dieser zum Tode verurteilt wurde. Er schrieb später: „Alles kam mir vor wie ein unerträglich schwerer Traum […]. Auch jetzt verstehe ich nichts, und Kafkas Prozess erscheint mir als realistisches, durchaus nüchternes Werk.“ Wie nah er selbst dem „Verschwinden“ war, stellte sich später heraus: Karl Radek hatte ihn unter der Folter als trotzkistischen Mitverschwörer bezeichnet, Babel und Meyerhold sollten dasselbe ein Jahr später tun. Ein Appell Ehrenburgs an Stalin, ihn nach Spanien ausreisen zu lassen, wurde abschlägig beschieden; gegen den Rat all seiner Freunde schrieb er noch einen zweiten persönlichen Brief an Stalin – und durfte überraschend im Mai 1938 mit seiner Frau die Sowjetunion verlassen.
In den folgenden Monaten berichtete Ehrenburg für Iswestija von der letzten Offensive der Spanischen Republik am Ebro, vom Exodus der Spanienflüchtlinge und von den Zuständen in den Internierungslagern, in die sie in Frankreich eingewiesen wurden. Es gelang ihm auch, mit Hilfe Malraux’ und anderer Kollegen Schriftsteller, Künstler und Bekannte aus den Lagern herauszubekommen. Zugleich attackierte er in schärfsten Tönen die französische Politik, vor allem die wachsende Neigung zur Kooperation mit dem nationalsozialistischen Deutschland, die im Münchner Abkommen gipfelte, und den zunehmenden Antisemitismus in Frankreich selbst.

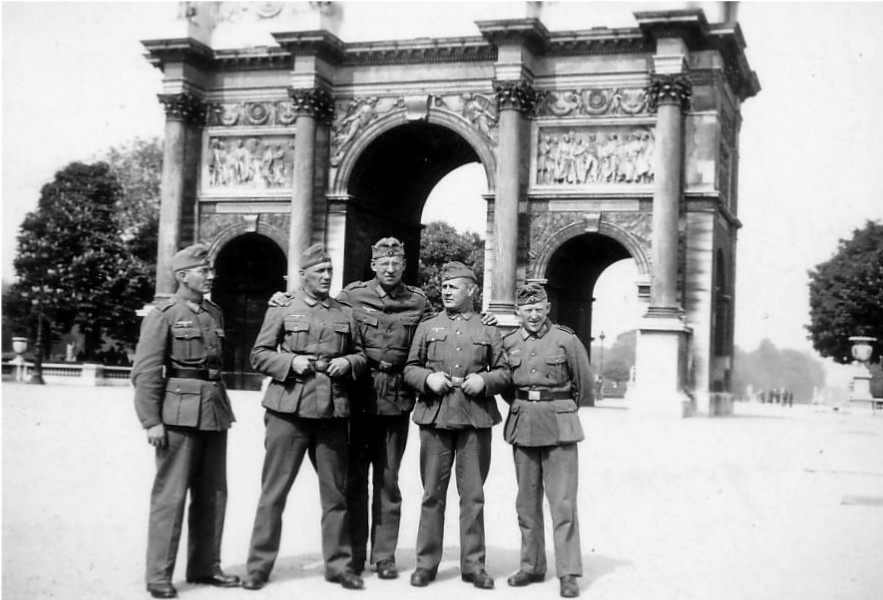
Der „Fall von Paris“ – Deutsche Soldaten 1940 vor dem Arc de Triomphe du Carrousel

Ab Mai 1939 wurden seine Artikel für Iswestija plötzlich nicht mehr gedruckt, obwohl sein Gehalt weiterbezahlt wurde. Der Grund dürfte darin liegen, dass die Sowjetunion einen Politikwechsel erwog – von der antifaschistischen Volksfrontpolitik hin zum Bündnis mit Deutschland. Als im August der Hitler-Stalin-Pakt gemeldet wurde, erlitt Ehrenburg einen Zusammenbruch. Er konnte nichts mehr essen, monatelang nur mehr flüssige Nahrung zu sich nehmen und magerte stark ab; Freunde und Bekannte befürchteten, dass er sich umbringen werde. Beim deutschen Einmarsch 1940 waren die Ehrenburgs immer noch in Paris – Frankreich hatte sie aufgrund von Steuerstreitigkeiten nicht ausreisen lassen. Sechs Wochen wohnten sie in einem Zimmer der sowjetischen Botschaft, dann konnten sie nach Moskau abreisen.
Auch dort war Ehrenburg nicht willkommen; die Iswestija druckte ihn nicht. Anfang 1941 erschien der erste Teil seines Romans Der Fall von Paris in der Literaturzeitschrift Snamja („Banner“), freilich unter großen Schwierigkeiten, da jede Anspielung auf „Faschisten“ der Zensur zum Opfer fiel (und durch „Reaktionäre“ ersetzt werden musste). Der zweite Teil wurde monatelang blockiert; erst nachdem der deutsche Überfall auf die Sowjetunion begonnen hatte, konnte der dritte Teil erscheinen. 1942 erhielt Ehrenburg, unter gänzlich veränderten politischen Umständen, für das Werk den Stalinpreis.

### Kriegspropagandist und Chronist der Shoa
Wenige Tage nach dem Einmarsch der deutschen Armee wurde Ehrenburg in die Redaktion des sowjetischen Armeeblatts Krasnaja Swesda („Roter Stern“) gerufen. In den knapp vier Jahren des Krieges schrieb er ca. 1.500 Artikel, davon fast 450 für Krasnaja Swesda. Auch in einer großen Zahl anderer sowjetischer Medien wurden seine Texte veröffentlicht (der erste nach zweijähriger Pause erschienene Artikel in Iswestija war Paris unter faschistischem Stiefel betitelt). Doch er schrieb auch für United Press, La Marseillaise (das Organ des Freien Frankreich), britische, schwedische und zahlreiche andere Printmedien und sprach im sowjetischen wie im amerikanischen und britischen Rundfunk. Immer wieder machte er Besuche an den Kriegsfronten, teilweise zusammen mit amerikanischen Kriegsberichterstattern (etwa Leland Stowe).

Logo der Krasnaja Swesda

Ehrenburg und seine Artikel genossen ungeheure Popularität, besonders bei den sowjetischen Soldaten, aber auch bei vielen Alliierten der Sowjetunion. Charles de Gaulle gratulierte ihm zum Leninorden, den er 1944 für seine Kriegsartikel erhalten hatte, und verlieh ihm 1945 das Offizierskreuz der Ehrenlegion.
Eine besondere Rolle in Ehrenburgs Tätigkeit während des Zweiten Weltkriegs spielte die Dokumentation der Shoa und des Kampfes der Juden. Im August 1941 fand in Moskau eine große Versammlung prominenter jüdischer Sowjetbürger statt: Solomon Michoels, Perez Markisch, Ilja Ehrenburg und andere appellierten über den Rundfunk an die Juden der Welt, die sowjetischen Juden in ihrem Kampf zu unterstützen. Dies waren die Anfänge des Jüdischen Antifaschistischen Komitees, das im April 1942 gegründet wurde.

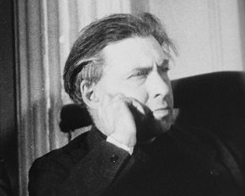
Ehrenburg als Zuschauer bei einem Kriegsverbrecherprozess in Charkow, Dezember 1943 (Foto: G. Kapustyanskiy)

 Gemeinsam mit Wassili Grossman begann Ehrenburg Berichte über die deutschen Massaker an Juden zu sammeln, die in die weltweit erste umfassende Dokumentation der Shoa münden sollten: das Schwarzbuch über den Genozid an den sowjetischen Juden, das mit Unterstützung amerikanischer jüdischer Organisationen (u. a. unter wesentlicher Beteiligung von Albert Einstein) konzipiert wurde und für ein gleichzeitiges Erscheinen in den USA und der Sowjetunion vorgesehen war. Ehrenburg und Grossman fungierten als Herausgeber und trugen selbst Berichte bei. Zu den Mitarbeitern gehörten Margarita Aliger, Abraham Sutzkever, Solomon Michoels und Owadi Sawitsch. Besonders wichtig war Ehrenburg eine Veröffentlichung in der Sowjetunion, weil er über den „heimischen“ Antisemitismus sehr gut Bescheid wusste. Teile des Materials konnten in Snamja und der jiddischsprachigen Sammlung Merder fun Felker erscheinen, doch es gab zunehmend Probleme mit der sowjetischen Zensur, die Berichte über jüdische Opfer und Kämpfer als nationalistische Verirrung ansah. Schließlich wurde der bereits fertige Satz 1948 im Zuge von Stalins Kampagne gegen „Wurzellose Kosmopoliten“ zerstört. Das Schwarzbuch ist in der Sowjetunion nie erschienen.
Ehrenburgs letzter Kriegsartikel „Es reicht!“, veröffentlicht am 11. April 1945, führte dazu, dass er in der Prawda abgekanzelt wurde und einen Monat lang keine Artikel mehr veröffentlichen konnte (siehe #„Es reicht!“). Auch eine Teilnahme an der Siegesfeier der Roten Armee in Berlin wurde ihm von Stalin untersagt.

### Im Kalten Krieg
1945 reiste Ehrenburg durch Osteuropa und zu den Nürnberger Prozessen und veröffentlichte Berichte darüber. Er verband große Hoffnungen mit dem Kriegsende, die sich jedoch als illusionär erwiesen, da bald die ersten Anzeichen des Kalten Kriegs einsetzten. Gemeinsam mit Konstantin Simonow und einem weiteren Journalisten unternahm Ehrenburg 1946, kurz nach Winston Churchills berühmter Rede über den Eisernen Vorhang, eine USA-Reise als Korrespondent der Iswestija. Da er im Umgang mit westlichen Medien bei weitem der erfahrenste Sowjetjournalist war, wurde er dabei zu einer Art Botschafter der sowjetischen Politik. Er nutzte die Gelegenheit, Albert Einstein aufzusuchen und mit ihm über die Herausgabe des Schwarzbuchs zu reden, und schockierte seine Gastgeber mit dem Wunsch, die Südstaaten aufzusuchen, um über die dortige Rassendiskriminierung zu berichten – was ihm gewährt wurde. Auch später verteidigte er immer wieder auf Pressekonferenzen, etwa in Großbritannien, und in Zeitungsartikeln die sowjetische Außenpolitik. 1946 war Ehrenburg ebenso wie Simonow in Versuche der Sowjetunion eingebunden, bei russischen Emigranten in Paris, die nach dem Sieg der Roten Armee im russischen Bürgerkrieg ihre Heimat verlassen hatten, für die Rückkehr nach Moskau zu werben.
1947 erschien Ehrenburgs großer Kriegsroman Sturm, der zunächst wegen der darin geschilderten Liebe einer französischen Widerstandskämpferin zu einem Sowjetbürger in der Sowjetunion auf Kritik stieß, dann aber 1948 mit dem Stalinpreis ausgezeichnet wurde. Ein Kalter-Kriegs-Roman Die neunte Woge erschien 1951 – es war das einzige Buch, von dem sich Ehrenburg wenig später vollständig lossagte, da es künstlerisch komplett misslungen sei. 1951 begannen auch die Arbeiten an einer (unvollständigen) Werkausgabe Ehrenburgs, allerdings unter erbitterten Kämpfen um die Zensur vieler Bücher (bis hin zu der Forderung, die jüdisch klingenden Namen von Helden zu streichen). Vom Erlös konnte Ehrenburg sich eine Datscha in Nowy Ierusalim (Istra) bei Moskau kaufen.

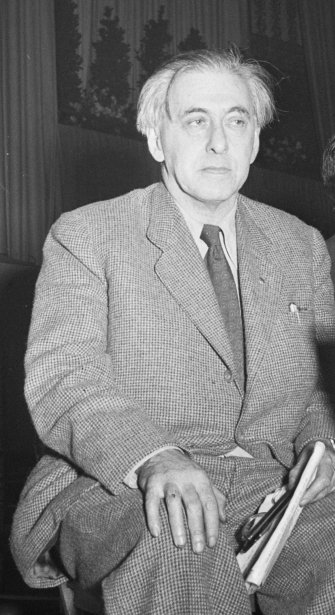
Der Vizepräsident des Weltfriedensrats (1952)

Seit 1948 spielte Ehrenburg zudem, gemeinsam mit dem französischen Physiker Frédéric Joliot-Curie, eine führende Rolle bei den „Partisanen des Friedens“ (später: Weltfriedensrat), für die sein alter Freund Picasso die berühmte Friedenstaube zeichnete. Ehrenburg gehörte u. a. zu den Autoren des Stockholmer Appells von 1950 für ein Verbot von Atomwaffen, der Millionen von Unterschriften in aller Welt erhielt. In Stockholm lernte er seine letzte Geliebte kennen, die mit einem schwedischen Politiker verheiratete Liselotte Mehr, die später eine bedeutende Rolle für den Entschluss spielte, den Roman Tauwetter und seine Memoiren zu schreiben. 1952 bekam er für seine Arbeit in der Friedensbewegung den Stalin-Friedenspreis.
In der Sowjetunion hatten bald nach Kriegsende neue Repressionswellen begonnen, eingeleitet 1946 durch Schdanows Kampagne gegen die „Speichellecker des Westens“, die sich zunächst gegen Schriftsteller wie Anna Achmatowa richtete. Ehrenburg hielt Kontakt zu Achmatowa und Pasternak und half Nadeschda Mandelstam, der Witwe seines Freundes Ossip Mandelstam, trat aber nicht öffentlich gegen die Kampagne auf. Bald nahm die sowjetische Innenpolitik eine antisemitische Wendung, die sich bereits im Verbot des Schwarzbuchs abgezeichnet hatte und mit der durch einen Autounfall kaschierten Ermordung von Solomon Michoels fortsetzte. Außenpolitisch trat die Sowjetunion aber zunächst für die Gründung des neuen Staats Israel ein, den sie als zweiter Staat der Welt (nach der Tschechoslowakei) anerkannte.
Ehrenburg rühmte 1948 bei der Trauerfeier zu Michoels’ Tod dessen inspirierende Wirkung auf das Judentum und auch auf die jüdischen Kämpfer in Palästina. Doch wenig später, am 21. September 1948, verfasste er einen ganzseitigen Artikel für die Prawda, aufgemacht als Antwort auf einen (wahrscheinlich fiktiven) Brief eines Münchner Juden, der ihm die Frage gestellt haben soll, ob er ihm rate, nach Palästina auszuwandern. Ehrenburg schrieb, die Hoffnung des Judentums liege nicht in Palästina, sondern in der Sowjetunion. Was die Juden verbinde, sei nicht das Blut, das in ihren Adern fließe, sondern das Blut, das die Judenmörder vergossen hätten und noch vergössen; die jüdische Solidarität könne daher keine nationale sein, sie sei vielmehr die „Solidarität der Erniedrigten und Beleidigten“. Der Artikel wurde allgemein als Signal einer sowjetischen Kehrtwende verstanden: Ein prominenter sowjetischer Jude wandte sich in der Prawda gegen den Zionismus. Zwar war der Artikel offenbar von Stalin in Auftrag gegeben worden, doch sein Inhalt entsprach durchaus Auffassungen, wie sie Ehrenburg schon früher vertreten hatte. Andererseits wusste Ehrenburg sehr wohl über den wachsenden Antisemitismus in der Sowjetunion und vor allem über Stalins zunehmende Verfolgung von Juden Bescheid, was er in seinem Text zu erwähnen vermied. Der Artikel wurde deshalb etwa von Arno Lustiger und Joshua Rubenstein als Warnung interpretiert, als ein Versuch Ehrenburgs, die Euphorie der sowjetischen Juden bezüglich Israel zu bremsen; er sorgte aber auch für erhebliche Verwirrung und Bestürzung. Ewa Bérard zitiert eine Äußerung des israelischen Botschafters dazu: „Man wird nie so gut verraten wie von den eigenen Leuten.“
1949 folgte die Kampagne gegen die wurzellosen Kosmopoliten, in deren Zuge fast alle führenden Mitglieder des Jüdischen Antifaschistischen Komitees verhaftet und ermordet wurden, und 1952 schließlich der Prozess gegen die Ärzteverschwörung. Im Februar 1949 wurden Ehrenburgs Texte plötzlich nicht mehr gedruckt, auf einer Massenversammlung verkündete Fjodor Michailowitsch Golowentschenko, Mitglied des Zentralkomitees der KPdSU, wahrheitswidrig die Verhaftung des „Kosmopoliten Ehrenburg“. Mit einem persönlichen Appell an Stalin erreichte Ehrenburg jedoch nach zwei Monaten die Aufhebung der Publikationssperre. Als 1952/1953 ein Offener Brief unter jüdischen Schriftstellern kursierte, der die Maßnahmen gegen die „Mörderärzte“ billigte und möglicherweise auch zur Deportation der sowjetischen Juden nach Birobidschan aufrief, verweigerte Ehrenburg trotz erheblichen Drucks die Unterschrift. Er hat sich trotz mehrfacher Aufforderung niemals bereit erklärt, die antisemitischen Kampagnen zu unterstützen, äußerte sich aber auch nicht zur Verfolgung von Juden und Oppositionellen in der Sowjetunion, sondern schrieb die üblichen Lobeshymnen auf Stalin.
Ehrenburg war in diesen Jahren zu einer sehr bekannten Person geworden, einerseits aufgrund seiner Propagandatätigkeit im Krieg, die ihm große Popularität verschafft hatte, andererseits aufgrund seiner zahlreichen internationalen Kontakte und Auftritte. Das so erworbene Ansehen hat ihn vor der stalinistischen Verfolgung bewahrt und zugleich seiner Stimme in den folgenden Jahren erhebliches Gewicht verliehen.

### Tauwetter
Stalin starb am 5. März 1953, im April wurden die Beschuldigten der „Ärzteverschwörung“ freigesprochen, im Juni wurde Lawrenti Beria verhaftet. Es folgte eine Zeit der Unsicherheit, wohin sich die sowjetische Gesellschaft entwickeln würde. Im Winter dieses Jahres schrieb Ehrenburg seinen letzten Roman, Tauwetter. Mit gedämpfter Euphorie erzählte er vom Frühlingsbeginn in einer Provinzstadt und parallel dazu vom Sturz eines bürokratischen Fabrikleiters und der Liebesgeschichte seiner Frau mit einem Ingenieur. Stalins Name kommt nicht vor, beiläufig werden aber erstmals in der Sowjetliteratur die Ärzteverschwörung und die Verbannung in Arbeitslager erwähnt.
Der Text erschien im April 1954 zunächst in Snamja und stieß sofort auf starke Reaktionen. Schon der Titel galt als bedenklich, da er die Stalinzeit als Frostperiode zu negativ erscheinen ließ; die Redaktion des Blattes hätte lieber „Erneuerung“ oder „Eine neue Phase“ gesehen. In den Literaturzeitschriften erschienen vernichtende Kritiken, u. a. von Konstantin Simonow, die Ehrenburg vorhielten, ein düsteres Bild der sozialistischen Gesellschaft gezeichnet zu haben. Beim Zweiten Schriftstellerkongress der Sowjetunion im Dezember attackierten Michail Scholochow und Alexei Surkow den Roman in den schärfsten Tönen (und mit antisemitischen Untertönen). Die Publikation als Buch wurde um zwei Jahre verzögert. Noch 1963 verwarf Nikita Chruschtschow persönlich Tauwetter als eines der Werke, die „die mit dem Personenkult zusammenhängenden Ereignisse […] falsch oder einseitig beleuchten“. Doch trotz der erbitterten Kritik wurde das Buch ein großer Erfolg sowohl in der Sowjetunion als auch im Ausland, es erschienen zahlreiche Übersetzungen. Das sprachliche Bild des Romantitels setzte sich durch; Ehrenburgs Buch signalisierte den Beginn der Tauwetter-Periode, einer Phase der Liberalisierung der sowjetischen Kulturpolitik und der Rehabilitation von Opfern der stalinistischen Verfolgungen.
In den folgenden Jahren setzte sich Ehrenburg intensiv für die Rehabilitation der im Stalinismus verfolgten und getöteten Schriftsteller ein. Er schrieb eine Reihe von Vorworten, u. a. für einen Erzählungsband von Isaak Babel und einen Gedichtband von Marina Zwetajewa; im Falle von Babels Buch gelang es ihm, die Veröffentlichung mit dem Hinweis zu erreichen, seine Freunde im Westen warteten dringend auf das angekündigte und versprochene Manuskript. Zudem sprach er auf Gedenkveranstaltungen, etwa für den ermordeten Perez Markisch. Ambivalent war seine Reaktion auf den Nobelpreis, den sein Freund Boris Pasternak 1958 für den Roman Doktor Schiwago erhielt: Er weigerte sich, an Maßnahmen gegen Pasternak teilzunehmen (etwa dessen Ausschluss aus dem Schriftstellerverband), und betonte öffentlich seine Wertschätzung für Pasternak, dessen Lyrik und Teile seines Romans, äußerte jedoch auch Kritik an dem Buch und klagte den Westen an, es für seine Ziele im Kalten Krieg zu nutzen.
Gleichzeitig kämpfte Ehrenburg für die Publikation westlicher Kunst und Literatur in der Sowjetunion. So geht die erste dortige Picasso-Ausstellung 1956 wesentlich auf Ehrenburgs Arbeit zurück; auch die Veröffentlichung eines Buches über Picasso, zu dem er das Vorwort schrieb, konnte er durchsetzen. Zur Publikation russischer Übersetzungen von Ernest Hemingway, Alberto Moravia, Paul Éluard und Jean-Paul Sartre trug er ebenfalls bei. Schließlich erreichte er 1960, dass das Tagebuch der Anne Frank auf Russisch erschien, wiederum mit einem Vorwort von seiner Hand.
Neben Vorworten und Zeitungsartikeln verfasste Ehrenburg eine Reihe von literarischen Essays, von denen insbesondere Die Lehren Stendhals (1957) und Tschechow, nochmals gelesen (1959) große Wirkung entfalteten. Diese Aufsätze über große Autoren des 19. Jahrhunderts wurden als Kommentare zur aktuellen Kulturpolitik verstanden und riefen daher scharfe Kritik hervor – insbesondere die Absage an jede Form der Tyrannei, sei sie auch noch so wohlmeinend motiviert, und die historisch verpackte Kritik am Dogma der Parteilichkeit der Literatur erregten Anstoß.
Ehrenburg unternahm weiterhin ausgedehnte Reisen: In Chile traf er Pablo Neruda, in Indien Jawaharlal Nehru, auch Griechenland und Japan besuchte er. Sein fortgesetztes Engagement in der Friedensbewegung ermöglichte ihm ebenfalls zahlreiche Auslandsreisen, die er nutzen konnte, um sich mit Liselotte Mehr zu treffen. Als es 1956 wegen der Revolution und des russischen Einmarschs in Ungarn zum Bruch zwischen westlichen und östlichen Teilnehmern an den Friedenskongressen kam, reagierte Ehrenburg mit einem Aufruf zum Pluralismus innerhalb des Friedenslagers.

### Menschen Jahre Leben
1958 begann Ilja Ehrenburg mit der Arbeit an seiner Autobiografie Menschen Jahre Leben. Dieses groß angelegte Werk von weit über 1.000 Seiten umfasst sechs Bücher. Es enthält unter anderem eine Serie von literarischen Porträts aller seiner Weggenossen, darunter viele, deren Bücher bzw. Bilder in der Sowjetunion nach wie vor nicht gedruckt bzw. gezeigt wurden; Beispiele sind etwa Ossip Mandelstam, Wsewolod Meyerhold und der Maler Robert Rafailowitsch Falk. Es berichtet darüber hinaus von seinen eigenen Haltungen und Gefühlen zu den großen Ereignissen der Zeit, unter anderem auch zu den Säuberungen Stalins. Das Privatleben bleibt weitgehend ausgeklammert.
Im April 1960 bot Ehrenburg das Manuskript des ersten Bandes der Nowy Mir („Neue Welt“) an, einer von Alexander Twardowski geleiteten liberalen Literaturzeitschrift. Es begann ein langer Kampf mit der Zensur um zahlreiche Stellen im Text. Immer wieder wurde der Abdruck gestoppt. Zunächst ging es vor allem um Nikolai Bucharin, dessen Porträt Ehrenburg trotz eines persönlichen Appells an Chruschtschow nicht in den Band einbauen konnte; es gelang ihm lediglich, den Namen Bucharins in ein Zitat eines Ochrana-Berichts von 1907 einzuschmuggeln, der eine Liste der bolschewistischen Agitatoren enthielt. Das Bucharin-Kapitel wurde erst 1990 veröffentlicht. Die Schwierigkeiten nahmen mit dem Fortschreiten der Memoiren noch zu. Das Kapitel über Pasternak wurde zunächst gestrichen und erst nach heftigen Protesten Ehrenburgs nachgeholt.
Buch vier enthielt die Schilderung der Zeit des Spanischen Bürgerkriegs und des Großen Terrors unter Stalin. Besondere Verärgerung erregte hier bei der politischen Führung ein rückblickender Satz: „Vieles konnten wir nicht einmal den Angehörigen eingestehen; nur von Zeit zu Zeit drückten wir besonders fest die Hand eines Freundes, nahmen wir doch alle teil an der großen Verschwörung des Schweigens.“ Dies implizierte, dass viele wie Ehrenburg von Stalins Verfolgung unschuldiger Menschen gewusst und dennoch nichts dagegen unternommen hatten. Die „Theorie des Schweigens“, wie sie alsbald genannt wurde, stieß auf heftigste Kritik, zunächst in der Iswestija, dann bei einem großen Schriftstellertreffen, schließlich, am 10. März 1963, in einer langen Rede von Chruschtschow selbst, die vollständig in der Prawda abgedruckt wurde. Buch sechs über die Nachkriegszeit bis 1953 konnte zunächst gar nicht veröffentlicht werden, da es in die Ereignisse um Chruschtschows Sturz geriet; doch ausgerechnet als der konservativ-repressiv orientierte Leonid Breschnew seine Macht gefestigt hatte, erschien 1965 tatsächlich auch das letzte Buch, das Breschnew sich nun leisten konnte.
1966 begann Ehrenburg mit einem siebten, unvollständig gebliebenen Buch von Menschen Jahre Leben, an dem er bis zu seinem Tod schrieb. Versuche von Ilja und Ljuba Ehrenburg, die fertiggestellten Kapitel in offiziellen sowjetischen Zeitschriften zu publizieren, waren erfolglos. Auszüge erschienen 1969 in der Samisdat-Veröffentlichung „Politisches Tagebuch“ von Roi Medwedew und viele Jahre später, 1987, im Zuge von Glasnost, in der Zeitschrift Ogonjok („Flämmchen“); erst 1990 konnte der komplette Text publiziert werden.
Nicht nur in seiner Autobiografie, sondern auch sonst bemühte sich Ehrenburg weiterhin um die Rehabilitierung von im Stalinismus verfolgten Schriftstellern und versuchte einer repressiven Kulturpolitik entgegenzuarbeiten. So sprang er Jewgeni Jewtuschenko bei, als dessen Gedicht über Babi Jar 1961 wegen Hervorhebung der jüdischen Opfer heftig kritisiert wurde; 1965 leitete er die erste Gedenkveranstaltung für Ossip Mandelstams Werk in Moskau; und er unterschrieb 1966 eine Petition, die sich gegen die Verurteilung der Schriftsteller Andrei Sinjawski und Juli Daniel zu sieben bzw. fünf Jahren Arbeitslager richtete.
Bereits 1958 waren bei Ehrenburg Symptome von Prostatakrebs aufgetreten, später kam Blasenkrebs hinzu. Am 7. August 1967 erlitt er im Garten seiner Datscha einen Herzinfarkt. Trotz dringender Bitten sowohl seiner Frau als auch seiner Geliebten Liselotte Mehr weigerte er sich, ins Krankenhaus zu gehen. Am 31. August starb der Schriftsteller in Moskau. Er ist auf dem Nowodewitschi-Friedhof begraben.

## Literarisches Werk
Ehrenburgs Lyrik aus den Jahren vor und während des Ersten Weltkriegs ist heute fast vergessen. Während die ersten Gedichtbände auch zur Zeit ihrer Publikation nur in Kreisen der Symbolisten Beachtung fanden, gilt das nicht für den Band „Gedichte über Vorabende“ oder das „Gebet für Russland“. Hier zeichnete sich bereits in der Thematik eine Hinwendung zur Gegenwart und unmittelbaren Vergangenheit (Krieg und Revolution), in der Form ein Wandel zum Diskursiven, zur Ironie, teilweise auch zum Journalistischen ab. Diese Züge prägen auch Ehrenburgs Romanschaffen, das sein künstlerisches Werk dominiert und ihm zum Durchbruch verholfen hat.
Ehrenburgs zahlreiche Romane befassen sich fast durchweg mit aktuellen Themen, sie können als literarische Beiträge zu politischen und kulturpolitischen Auseinandersetzungen verstanden werden und sind auch weithin so verstanden worden. Er schrieb ausgesprochen schnell und legte großen Wert auf ein zeitnahes Erscheinen; seine Manuskripte schloss er gewöhnlich mit einem Vermerk zu Ort und Zeit der Entstehung ab.
Die Romane gehorchen im Allgemeinen nicht den Normen einer klassizistischen oder realistischen Romantheorie, sondern nehmen häufig ältere Modelle auf, wie sie etwa für die Epik der Aufklärung typisch sind. Vor allem in den satirischen Romanen der zwanziger Jahre mischen sich journalistische Partien, philosophische und satirische Exkursionen in die Erzählung; der Julio Jurenito etwa ist in seiner Anlage mit Voltaires Candide oder der Optimismus verglichen worden. Zudem werden archaische Formen des Erzählens aufgegriffen: Märchen, Evangelium, Legende, Schelmenroman. Die Figuren sind häufig stark typisiert, die Psychologie spielt keine große Rolle. Das eindrucksvollste Beispiel dafür bietet Ehrenburgs erster Roman, der heute (neben dem Lasik Roitschwantz) als sein künstlerisch gelungenstes Buch betrachtet wird und bis in die Gegenwart Beachtung gefunden hat.

### Julio Jurenito

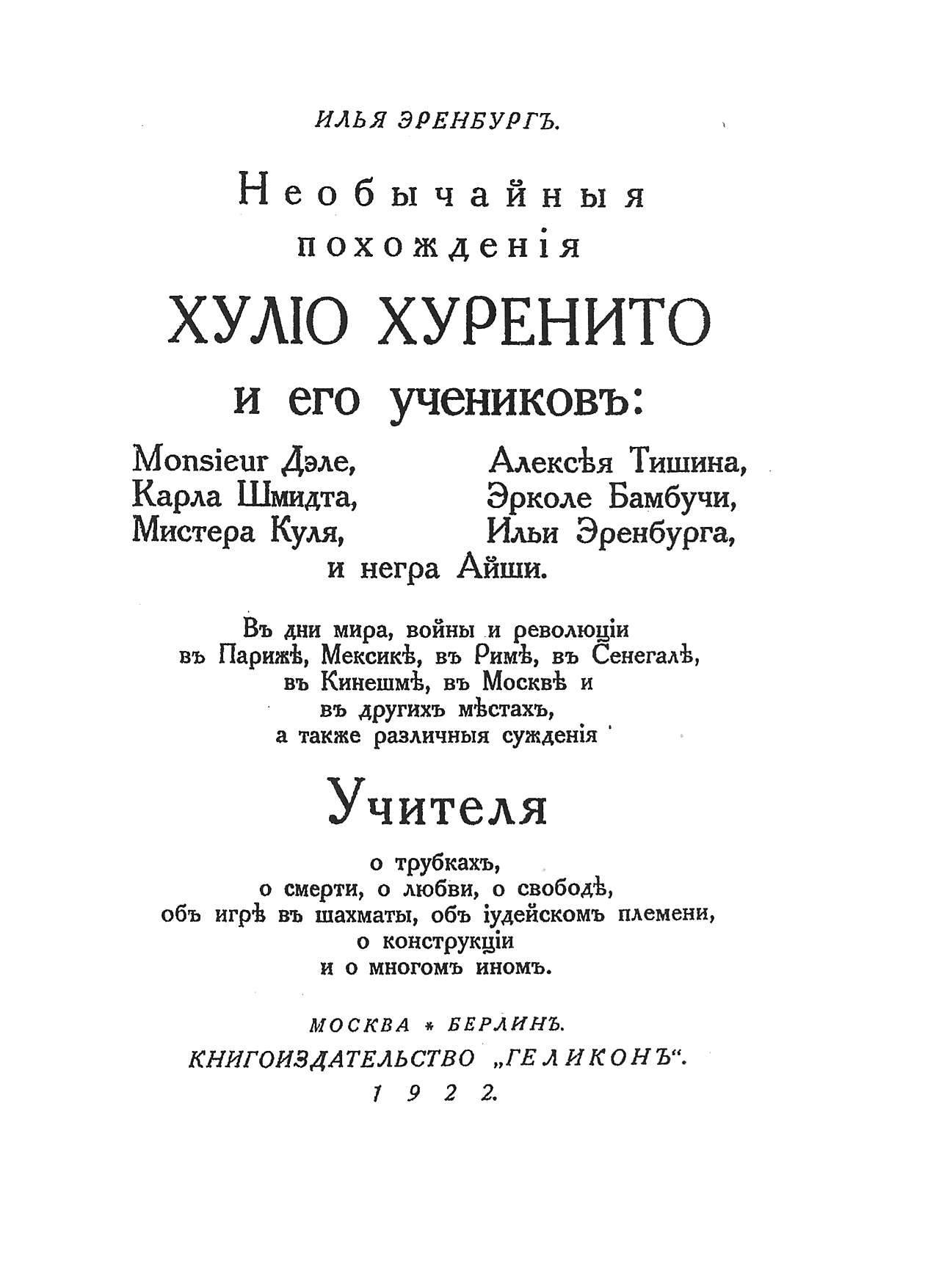
Innentitel der Erstausgabe des Julio Jurenito (1922).

Der satirische Roman, der in den Jahren 1913–1921 spielt, beschreibt die Abenteuer eines mysteriösen Mexikaners, Julio Jurenito, der sieben Jünger um sich sammelt, mit ihnen durch das Europa des Ersten Weltkriegs, der Russischen Revolution und des Russischen Bürgerkrieges zieht und schließlich freiwillig in den Tod geht, indem er mit teuren Lederstiefeln in einem dunklen Park spazieren geht und programmgemäß überfallen wird. Der Ich-Erzähler Ilja Ehrenburg, sein erster Jünger, ist zugleich sein Biograf.
Der Julio Jurenito ist eine Parodie auf den Evangeliumsbericht, zugleich aber auch ein Abenteuer- und Schelmenroman und erinnert an aufklärerische Vorbilder wie Voltaires Candide. Sein Protagonist verfolgt den Plan einer Zerstörung aller Glaubens- und Überzeugungssysteme im Dienste einer umfassenden Selbstbefreiung der Menschheit und scheitert damit. Zur Langzeitwirkung des Werks haben nicht nur der anarchistische Grundton und die zahlreichen satirischen Vignetten beigetragen, die etwa den Internationalen Schiedsgerichtshof in Den Haag, den Papst, die sozialistischen Parteien und die Kommunistische Partei Russlands aufs Korn nehmen. Einzelne Szenen des Werkes verlassen die Satire und nehmen einen pathosgeladenen, geradezu prophetischen Ton an. So lässt Jurenito im elften Kapitel ein Plakat drucken, dessen Text so beginnt:
In der nächsten Zeit findet statt die feierliche Ausrottung des jüdischen Volkes zu Budapest, Kiew, Jaffa, Algier und an vielen anderen Orten. Das Programm umfasst neben den beim verehrten Publikum beliebten Pogromen im Geiste der Zeit restaurierte Judenverbrennungen, Einscharren der Juden bei lebendigem Leibe in die Erde, Besprengungen der Felder mit jüdischem Blute und allerlei neue Methoden der „Säuberung der Länder von verdächtigen Elementen“ usw. usw. usw.
Prophetisch wie diese Prognose erscheint auch die Rede eines anonymen Kommunisten, leicht als Lenin erkennbar, in einem Kapitel, das explizit auf Dostojewskis Legende vom Großinquisitor anspielt:
Wir führen die Menschheit einer besseren Zukunft entgegen. Die einen, deren Interessen dadurch geschädigt werden, stören uns auf jede Weise […]. Diese müssen wir beseitigen und oft einen zur Rettung von Tausenden töten. Die anderen widerstreben, da sie nicht begreifen, dass man sie ihrem eigenen Glück entgegenführt; sie fürchten den schweren Weg und klammern sich an den elenden Schatten der gestrigen Heimstätte. Wir treiben sie vorwärts, wir treiben sie mit eisernen Ruten ins Paradies …
Diese Passage spielte eine erhebliche Rolle dabei, dass der Julio Jurenito nach 1928 nicht mehr in der Sowjetunion erscheinen konnte – und selbst 1962 nur ohne das Großinquisitor-Kapitel.

### Satirische Prosa – „Ich ging immer wieder in die Irre“
In den folgenden Jahren experimentierte Ehrenburg mit diversen epischen Formen. In seiner Autobiografie kommentierte er diesen Suchprozess: „Nach dem Julio Jurenito hatte ich den Eindruck, ich hätte mich schon gefunden, meinen Weg, meine Thematik, meine Sprache. In Wirklichkeit ging ich immer wieder in die Irre, und jedes neue Buch negierte alle vorausgegangenen.“
Zunächst schrieb er eine Art Fortsetzung des Julio Jurenito, den satirischen Roman Trust D.E., der die physische Zerstörung Europas beschreibt und den Jurenito damit noch zu überbieten sucht; ferner eine Serie von Kurzgeschichten, die sich an den eigenwilligen Stil Remisows anlehnten. Das nächste Experiment war ein Kriminal- und Kolportageroman, Die Liebe der Jeanne Ney, in enger Anlehnung an Charles Dickens’ große realistische Romane, mit verwickelter Fabel und von „unglaublicher Sentimentalität“, wie Ehrenburg rückblickend meinte. Hier trat an die Stelle der Revolution und des Krieges, die als unerhörtes Ereignis das Zentrum der ersten Romane bildeten, die große Liebe, die das Leben der Helden völlig umstürzt und zugleich veredelt; freilich ist der Liebende Andrej zugleich Bolschewik und Revolutionär, und der Umsturz durch die Liebe und die Revolution hängen bei ihm eng zusammen. Der Roman wurde unter Regie von Georg Wilhelm Pabst verfilmt, allerdings mit einem Happy End anstelle des tragischen Schlusses von Ehrenburg – sein Protest als Drehbuch-Koautor war vergebens.
Auf diesen Versuch im „Romantismus“, wie Ehrenburg es nannte, folgte ein groß angelegter Roman über Revolution, Bürgerkrieg und Neue Ökonomische Politik (NÖP) im Stil des französischen Realismus, etwa Balzac und Stendhal: Der Raffer. Ein auktorialer, allwissender Erzähler, der zahlreiche Kommentare und Einordnungen unternimmt, hat es hier mit einem nicht sehr sympathischen Helden zu tun, dessen Charakter viele Defizite aufweist: dem Kellnerssohn Michail Lykow aus Kiew, dem „Raffer“, der in den Wirren der NÖP aus Gier nach Größe auf die schiefe Bahn gerät, Unterschlagungen verübt, ins Gefängnis kommt und dort Selbstmord begeht. Die Taten, Gedanken und Gefühle des Protagonisten werden mit hoher epischer Objektivität geschildert: wie er seinem Bruder, dem überzeugten Kommunisten Artjom, das Leben rettet, indem er sich bei einer weißgardistischen Razzia für ihn ausgibt; doch ebenso wie er einen Kiewer Bürger ermordet, weil dieser sich über den Abzug der Roten Armee freut. Durch seine oft satirisch gefärbten Kommentare hält der Erzähler
Distanz zur Hauptfigur und konfrontiert deren grandiose Selbstrechtfertigungen mit seinem Einblick in die Psychologie Michail Lykows. Artjom hingegen erscheint geradlinig, aber blass und uninteressant – selbst sein Sohn, der im letzten Kapitel geboren wird, ist in Wahrheit von Michail. Ein zentrales Thema des Romans ist die Demobilisierung der sowjetischen Gesellschaft nach den Jahren des permanenten Bürgerkriegs – und die Frage, was mit den überschießenden Emotionen und der Gewaltbereitschaft aus dieser Phase in den Friedensjahren der NÖP geschieht. Den Abschluss des Romans bildet ein großes Tableau der Trauerfeiern zum Tode Lenins und damit des Endes der heroischen Phase der Revolution.
Sommer 1925 spielt in Paris. Wie im Julio Jurenito tritt Ehrenburg als mit vielen autobiografischen Zügen ausgestatteter Ich-Erzähler auf. Doch die Geschichte handelt von Trauer und Verlust: Während eines Kuraufenthalts seiner Frau stürzt der Erzähler in die Obdachlosigkeit ab. Antriebslos, mittellos und handlungsunfähig durchwandert er das Panoptikum der Großstadt, die Elendsviertel, Bars und Straßen. Ein italienischer Barbesitzer, ein farcenhafter Wiedergänger des Julio Jurenito, wirbt ihn für einen Auftragsmord an einem Industriefunktionär an, doch Ehrenburg kann sich nicht zum Abdrücken überwinden. Dazu kommt eine triviale Romanze mit der Freundin des Barbesitzers. Die Erzählung verläuft in harten filmischen Schnitten und Sprüngen. Die Realität wird dem Erzähler ungewiss: Alle Figuren geraten ihm zu literarischen Schatten, alle Handlungen zu Posen, worüber er ausgiebig reflektiert. Endlich treibt der Roman einem eigentümlichen kathartischen Schluss zu: Der letzte Mensch, der dem Protagonisten Authentizität von Gefühlen verbürgt hat, ein kleines Mädchen, stirbt im beschädigten südfranzösischen Idyll. Doch gerade dies ermöglicht ihm den Aufbruch:
Eine leere Welt, bevölkert von Ideen und Kleidungsstücken, ist schaurig. Doch es gibt eine Rettung, die kaum sichtbare Kontur einer fernen Küste – deine Hand, ein wenig Wärme und schlichte Liebe. Versuchen wir, damit die Küste zu erreichen. Ja, wir versuchen es …

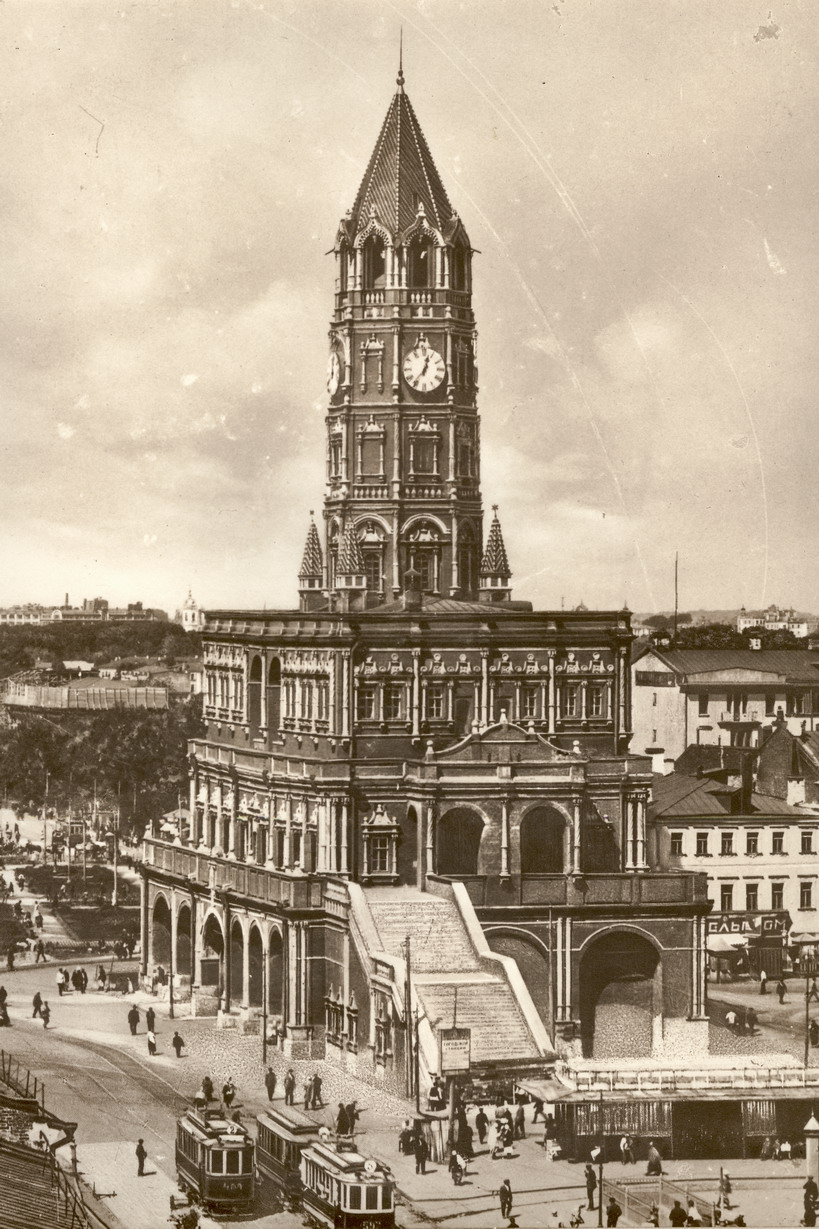
Der Sucharew-Turm in Moskau 1927. In Ehrenburgs Roman In der Prototschni-Gasse spielt der Sucharewka-Markt rund um den Turm mehrfach eine Rolle.

In der Prototschni-Gasse, Ehrenburgs nächster Roman, kombiniert Sozialreportage und Romantismus. Die Handlung spielt in einem übel beleumdeten Stadtviertel Moskaus an der Moskwa, wo verwahrloste Kinder im Keller eines Hauses leben. Der Hausbesitzer, eine Negativgestalt des Romans, versucht sie im tiefsten Winter durch Verstopfen der Zugänge zu ersticken, was nur aus Zufall fehlschlägt. Über weite Strecken handelt das Buch jedoch von den wechselvollen Schicksalen verschiedener Bewohner der Prototschni-Gasse, ihren Lebensverhältnissen, Liebesgeschichten und Einstellungen. Der Erzähler tritt gegenüber dem „Raffer“ zurück, die Erzählweise nähert sich deutlich einer personalen Perspektive. Die Satire verschwindet aus der Erzählerrede, manifestiert sich aber in der Handlungskonstruktion, die die genährten Erwartungen an ein tragisches Ende enttäuscht. So läuft das mit großer Geste vorgebrachte Bekenntnis einer Romanfigur, bei der Ermordung der Kinder mitgeholfen zu haben, ins Leere – die Polizei räumt einen leeren Keller aus. Eine lange Zeit vermisste Protagonistin ist nicht, wie zunächst angedeutet wird, aus enttäuschter Liebe ins Wasser gegangen, sondern zu ihrer Schwester gereist und hat einen Funktionär geheiratet, den sie zwar nicht liebt, der ihr aber immerhin mit Achtung begegnet. Schließlich wird eine Positivfigur eingeführt, der bucklige Jude und Kinomusiker Jusik, der kaum mehr auf eigenes Glück hofft, jedoch den Romanfiguren helfen will, glücklich zu sein.
Diese Figur ist ein Vorschein des Protagonisten von Ehrenburgs folgendem Roman, Das bewegte Leben des Lasik Roitschwantz. Ehrenburg nahm hier Motive und Erzählformen des Julio Jurenito wieder auf, insbesondere das Muster des Schelmenromans. Roitschwantz ist eine dem Schwejk verwandte Figur, ein philosophierender jüdischer Herrenschneider aus Homel, der nach einer Denunziation sein Geschäft verliert und eine Odyssee durch ganz Europa antritt. Er übt eine Reihe von zweifelhaften Beschäftigungen aus, um zu überleben – vom Erfinden günstiger Planberichte über die Vermehrung inexistenter Kaninchen in der Sowjetunion bis zum Reklamestehen als Muster schlechter Ernährung bei einem Apotheker in Ostpreußen. Vor allem aber lernt er den Antisemitismus, Prügel und Gefängnisse in vielen Ländern kennen, von der Sowjetunion über Polen, Deutschland, Frankreich und England bis nach Palästina.
Auch formal ist dieses Werk in mancher Hinsicht dem Jurenito nahe, insbesondere durch eine Zweiteilung der Erzählhaltung. Denn neben den Handlungsbericht des auktorialen Erzählers tritt die direkte und teilweise auch erlebte Rede der Hauptfigur. Ehrenburg hatte damals chassidische Geschichten kennengelernt, und in ihrem Stil philosophiert Lasik Roitschwantz fortwährend. Der deutsche Übersetzer des Buchs, Waldemar Jollos, lenkte den Blick auf die „Sprachseltsamkeiten“ der direkten Rede des Protagonisten: Jiddisch, Russisch und der Jargon des Bolschewismus mischen sich mit weiteren Einflüssen. „Es ergibt sich ein Tohuwabohu der Sprache, aus allen Erinnerungen und Eindrücken dieses rasenden Lebens unzerteilbar gemischt. Aber Ehrenburg handhabt den Dadaismus, zu dem sich Lasiks Sprache allmählich hinaufschraubt, natürlich mit einer außerordentlichen Bewusstheit.“

### Zwischen „Faktografie“ und Roman
Ende der 1920er Jahre wandte sich Ehrenburg neuen Prosaformen zu, die durch die Integration von empirischen Daten und Fakten gekennzeichnet waren: Statistiken, historische Dokumente, Beobachtungen usw. Diese Wendung hatte starke Auswirkungen auf die Romanform selbst. Die Werke dieser Phase zielten darauf, aus Elementen der Dokumentation, der Reportage, der argumentierenden Rhetorik, mythologischen Verweisen, kulturellen und politischen Anspielungen sowie den bisher erprobten Erzählformen ein neuartiges Ganzes zu schaffen. Beeinflusst war Ehrenburg dabei von der „Faktografie“, wie sie in den späten 1920er Jahren in der Zeitschrift Nowy LEF („Neue Linke Front der Künste“) um Majakowski propagiert wurde.
Einen ersten Versuch auf diesem Gebiet bildete die Verschwörung der Gleichen, eine belletristische Biografie von Gracchus Babeuf. Fast alle handelnden Figuren sind historisch belegt; Quellen werden im Roman zitiert oder gar – zumindest in der deutschen Ausgabe – im Faksimile abgedruckt. Dessen ungeachtet dominiert ein Wechsel von auktorialer und personaler Erzählsituation die Darstellung. Große historische Überblicke wechseln mit der Innenperspektive Babeufs oder auch seiner Gegenspieler Barras und Carnot; die Erzählperspektive kann sich einem Polizeispitzel anheften oder einem Demonstrationszug. Immer wieder gestaltet Ehrenburg Schlüsselereignisse szenisch aus, etwa das Erschrecken Babeufs bei der ersten Konfrontation mit der grausamen Lynchjustiz der „Straße“. Den thematischen Schwerpunkt bildet die Erschöpfungs- und Verfallsphase der Französischen Revolution – und Babeufs Reaktion darauf: Ablehnung der Terrorherrschaft und stattdessen der Versuch, den sozialen Inhalt der Revolution handstreichartig zur Geltung zu bringen. Die intendierten Parallelen zur russischen Revolution liegen auf der Hand, bleiben aber implizit.
Viel weiter reichen die Konsequenzen für die Romanform bei 10 PS (der Titel bezieht sich auf das in Massenproduktion hergestellte und damals sehr breit beworbene Automodell Citroën 10 CV). Hier schreibt Ehrenburg bereits im Vorwort: „Dieses Buch ist kein Roman, sondern eine Chronik unserer Zeit.“ Das Werk folgte einem Montageprinzip: In sieben Kapiteln, unter anderem Das laufende Band, Reifen, Benzin, Börse, Fahrten betitelt, wird der Gegenstand, das Automobil, eingekreist. In die eindringliche, kritische Darstellung der tayloristischen Fließbandproduktion und der ökonomisch-politischen Kämpfe um Kautschuk und Erdöl sind biografische Passagen eingelassen, die immer wieder aufgenommen werden und keineswegs auf die Innenperspektive der Figuren verzichten: von den real existierenden Kapitalisten André Citroën und Henri Deterding bis zum fiktiven Arbeiter Pierre Chardain und zum namenlosen Kautschukkuli in Malaya. In der Erzählerrede gewinnt jedoch die „Hauptfigur“ des Werkes, das Automobil, ungeachtet allen dokumentarischen Materials mythische Züge. Es verkörpert die zerstörerische Tendenz der kapitalistischen Gesellschaft, und zwar nicht nur in Produktion und Börse, sondern auch in Konsum und Wunscherfüllung.
Das Auto arbeitet rechtschaffen. Noch lange vor seiner Geburt, da es aus noch nichts weiter als Metallschichten und einem Stoß von Zeichnungen besteht, tötet es bereits sorgfältig malaiische Kulis und mexikanische Arbeiter. Seine Geburtswehen sind qualvoll. Es zerstückelt Fleisch, macht Augen blind, zerfrisst Lungen, nimmt die Vernunft. Schließlich rollt es zum Tore in jene Welt hinaus, die man vor seinem Dasein die „schöne“ nannte. Sofort nimmt es seinem vermeintlichen Beherrscher seine altväterliche Ruhe. […] Das Auto überfährt lakonisch die Fußgänger. […] Es erfüllt nur seine Bestimmung: es ist berufen, die Menschen auszurotten.
Ein Eingangskapitel verortet die Geburt des Autos in den Plänen eines fiktiven Erfinders, der die sozialen Versprechungen der Französischen Revolution mit den technischen Mitteln des Autos realisieren will. So gewinnt die Erzählung eine Struktur: Die Hoffnung auf die Technik wird von Kapitel zu Kapitel weiter durchkreuzt und dementiert; die soziale und ökonomische Realität lässt den Traum von Philippe Lebon in einer Katastrophe enden. Ein retardierendes Moment bildet allein das zentrale vierte Kapitel mit dem sprechenden Titel Eine dichterische Abschweifung, das vom Scheitern eines hilflosen Streikversuchs französischer Automobilarbeiter erzählt. In der Sowjetunion konnte das Buch vor allem wegen seiner zugespitzten technikkritischen Tendenz nur in Auszügen erscheinen.
10 PS war der erste Beitrag einer ganzen Serie, die unter dem Reihentitel Chronik unserer Tage stand. Mit wechselnden formalen Lösungen, die vom Schlüsselroman (Die Einheitsfront, über die Kämpfe um Ivar Kreugers Zündholzmonopol) bis zur Reportage reichten (Der Schuhkönig, über Tomáš Baťa), versuchte Ehrenburg seine eigenwillige Variante der „Faktografie“ in literarische Werke umzusetzen.

### Sozialistischer Realismus
Der zweite Tag (1933) war der erste Roman Ehrenburgs, der den Normen des Sozialistischen Realismus entsprach. Er gehörte wie eine ganze Reihe anderer Romane dieser Jahre zum Genre des Aufbau- und Produktionsromans (ähnlich wie etwa Marietta Schaginjans Wasserkraftwerk), weist aber auch Züge des Erziehungsromans auf (ein anderes Beispiel ist Nikolai Ostrowskis Wie der Stahl gehärtet wurde). Der Titel spielt auf den zweiten Schöpfungstag der Bibel an, als Land und Meer getrennt wurden – damit vergleicht Ehrenburg den zweiten Tag des sozialistischen Aufbaus, konkret den Bau eines gewaltigen Stahlwerks in Nowokusnezk. Die Erzählweise nutzt wie in früheren Werken Ehrenburgs Filmtechniken: ständige Schnitte von der Totale auf die Großbaustelle zur Nahaufnahme einer Person und zurück, immer wieder unterbrochen von Rückblenden auf das Leben einzelner Personen. Ein Großteil des Buches ist der Beschreibung des Baus und der Lebenswege aller möglichen Beteiligten gewidmet, wobei es dem Erzähler besonders auf die Vielfältigkeit des Prozesses ankommt – Idealismus und Zwang, Glorifizierung der Arbeit und die zahlreichen Arbeitsunfälle stehen nebeneinander.
Erst allmählich schält sich so etwas wie eine Handlung heraus: Wolodja Safonow, der viele Züge eines Selbstporträts von Ehrenburg aufweist, ist ein orientierungsloser Arztsohn und Intellektueller, der in Tomsk Mathematik studiert. Er verliert seine Freundin Irina an Kolja Rschanow, einen Stoßarbeiter in Nowokusnezk, und bringt sich schließlich um. Der philosophische Konflikt zwischen den beiden Hauptfiguren ist der zwischen dem bürgerlichen, pessimistischen Intellektuellen und dem neuen Menschen des Sozialismus. Mit zahlreichen Anspielungen auf Dostojewski malt Ehrenburg den Niedergang von Safonow aus – die Romanfigur Safonow führt selbst eine Schlüsselszene ganz bewusst als farcenhafte Kopie einer Szene aus den Brüdern Karamasow herbei. Die Sichtweisen und Argumente Safonows und Rschanows stehen in bemerkenswerter Objektivität und aus je eigenem Recht nebeneinander, doch in der Handlung wird Safonow für den Sieg des neuen Menschen geopfert. Ein Beispiel für Safonows Perspektive:
Er glaubt zum Beispiel nicht, dass ein Hochofen schöner ist als eine Venusstatue. Er ist nicht einmal überzeugt, dass ein Hochofen wichtiger ist als dieses Stück gelb gewordenen Marmors. […] Er erklärt den Überdruss des Doktor Faust nicht aus den Besonderheiten der Periode der ursprünglichen Akkumulation. Hält der Frühling seinen Einzug und in den alten Gärten von Tomsk blüht der Flieder, so zitiert er nicht Marx. Er weiß, den Frühling hat es schon vor der Revolution gegeben. Folglich weiß er gar nichts.
Mit Ohne Atempause schob Ehrenburg einen weiteren Aufbau-Roman nach, der im hohen Norden der Sowjetunion spielt. Hier verzichtete er allerdings auf formale Innovationen und benutzte, wie bereits in der Liebe der Jeanne Ney, Muster des Kolportageromans. Einer der positiven Romanhelden, der Botaniker Ljass, ist deutlich als Anspielung auf Trofim Denissowitsch Lyssenko zu erkennen. Immerhin spielen auch hier skeptische Figuren eine Rolle; so kommt ein Kritiker des Abrisses wertvoller alter Holzkirchen zu Wort. Während der Zweite Tag aus formalen wie inhaltlichen Gründen (insbesondere der eindringlichen Beschreibung von widrigen Bedingungen, Konflikten und Arbeitsunfällen) in der Sowjetunion heftig umstritten war, kam Ohne Atempause gut an. Ehrenburgs Biograf Joshua Rubenstein meint, das Buch sei Stalins Vorliebe für „industrial soap opera“ entgegengekommen. Ehrenburg hielt nicht viel von diesem Werk, wie er in seinen Memoiren schreibt; er bezeichnete es als eine Art Resteverwertung für Motive, die ihm vom Zweiten Tag übriggeblieben seien.
Der Fall von Paris (1942) hat dagegen nicht Aufbau, sondern Verfall zum Thema. Es geht um den Untergang „des altmodischen provinziellen Frankreich mit seinen Anglern, seinen ländlichen Tanzvergnügen und seinen Radikalsozialisten“ – nicht erst unter dem Ansturm der deutschen Truppen. Ausgangspunkt der Handlung sind die Erlebnisse dreier ehemaliger Schulfreunde: des Malers André, des Schriftstellers Julien und des Ingenieurs Pierre. Doch die Geschichte weitet sich, ganz im Sinn der „Roman-Epopöe“ des Sozialistischen Realismus, schnell auf weitere Figuren und deren Perspektiven aus, u. a. den korrupten radikalsozialistischen Politiker Tessat – Juliens Vater – und den liberalen Industriellen Desser. So entwirft Ehrenburg ein Panorama der französischen Gesellschaft von 1936 bis 1940. Neben zahlreichen „gemischten“ Charakteren gibt es eine reine Positivfigur, den Kommunisten Michaud, in den sich Tessats Tochter Denise verliebt. Häufig ist er entfernt vom Schauplatz, sein Vorname fällt, ganz im Gegensatz zu denen der Hauptfiguren, erst weit hinten im Buch – in einem Brief aus dem Spanischen Bürgerkrieg. Typischer als diese unwirkliche, blass erscheinende Idealgestalt erscheinen andere Personen, etwa Legré, der sich nicht mehr zu orientieren vermag, seitdem die Parti communiste français und die kommunistische Tageszeitung L’Humanité verboten sind, und wie blind im Nebel der „drôle de guerre“ umherstolpert.
Eindrucksvoll sind die Schilderungen der großen Streiks von 1936 und des allgemeinen Exodus aus Paris 1940. Andererseits erscheint „der Pakt“ [der Hitler-Stalin-Pakt] nur in wenigen Anmerkungen und wird weder vorgestellt noch diskutiert. Das „Breitwandepos“ erreichte „schwindelerregende Auflagen“ im sowjetischen Machtbereich. Lilly Marcou betrachtet es als „mühselige Lektüre“ mit „literarischen Schwächen“, insbesondere klischeehaften Romanfiguren, das freilich seinen dokumentarischen Wert nicht eingebüßt habe. Sie kann sich dabei auf Ehrenburg selbst berufen, der rückblickend schrieb: „Ich fand nicht genügend Zwischentöne, trug nur schwarz und weiß auf.“

### Tauwetter
Mit seinem letzten Roman Tauwetter (1954) kehrte Ehrenburg zu Themen der sowjetischen Gesellschaft zurück. Tauwetter spielt im Winter 1953/1954 in einer russischen Provinzstadt „an der Wolga“. An die Stelle der großen historischen Themen tritt ein Plot, der an Tolstois Anna Karenina erinnert (dieser Roman wird übrigens auch in der Einleitung erwähnt). Im Zentrum steht die Ehe des Werkleiters Iwan Schurawljow, eines gefühlskalten Bürokraten, mit der Lehrerin Jelena Borissowna. Sie verliebt sich in den Ingenieur Dmitri Korotenko; der Liebesgeschichte ist ein Happy End beschieden. Schurawljow, der zugunsten von Investitionen ins Werk zur Planerfüllung ein ums andere Mal den Bau von Arbeiterwohnungen aufgeschoben hatte, wird als Werkleiter abgesetzt, nachdem ein Frühlingssturm die alten Wohnbaracken zerstört hat. Wie bei Anna Karenina wird diese Haupthandlung mit Liebesgeschichten anderer Personen kontrastiert: der Elektrotechnikstudentin Sonja Puchowa und des Ingenieurs Sawtschenko sowie der Ärztin Wera Scherer und des Chefkonstrukteurs Sokolowski. Was den Roman antreibt, sind jedoch die großen Ereignisse im fernen Moskau, die sich jenseits des Romangeschehens abspielen und nur in ihren Fernwirkungen in die Handlung einbezogen werden. Der Sturz Schurawljows ist parallelisiert mit dem Ende des Stalinismus; Wera Scherer hat unter den Verdächtigungen im Zusammenhang der Ärzteverschwörung zu leiden; Korotenkos Stiefvater wurde in den Jahren des Großen Terrors verhaftet und ins Arbeitslager deportiert, im zweiten Teil des Romans kehrt er als ausgesprochene Positivfigur zurück; Sokolowskis Tochter lebt in Belgien und dies verwendet Schurawljow bei seinen Intrigen gegen ihn.
Die Figuren des Buches sind (von wenigen Ausnahmen abgesehen) „realistische Mixturen“. Sie werden durchweg sowohl aus der Außenperspektive (Erzählerbericht) als auch aus der Innenperspektive (innerer Monolog) gezeigt, und so sehr das Buch gegen den stalinistischen Bürokraten Schurawljow Partei ergreift, so wenig ist er als Bösewicht gezeichnet. Er erscheint als ausgezeichneter Ingenieur, der bei einem Brand im Werk engagiert eingreift, als Werkleiter aber fehl am Platz ist und charakterliche Defizite aufweist.
In die recht schlichte Geschichte sind jedoch drei „symbolische Kontrapunkte“ eingebaut, die ein dichtes Netz von Verweisen ergeben: Der strenge Frost lockert sich parallel mit dem Auftauen der erstarrten politischen und persönlichen Beziehungen; in der Zeitungslektüre und den Diskussionen der Figuren sind die politischen Wandlungen der Entstalinisierung und die Ereignisse des Kalten Kriegs permanent anwesend; und schließlich durchzieht den Roman eine aktuelle Kunst- und Literaturdebatte. Ihre wichtigsten Protagonisten sind zwei Maler: Wladimir Puchow, frustriert, orientierungslos und oft mit zynischen Sprüchen hervortretend, fertigt ohne Überzeugung, aber erfolgreich Auftragsarbeiten im Stil des Sozialistischen Realismus; der verarmte Saburow malt Landschaften und Porträts aus innerer Überzeugung, bekommt aber keine Aufträge. Anspielungen auf zahlreiche aktuelle Romane kommen permanent vor, das Buch wird gleich mit einer „Leserdebatte“ im Werk eröffnet. Der Höhepunkt der Handlung ist jedoch gerade Puchow zugedacht, also eben dem Protagonisten, dem keine günstige Prognose gestellt werden kann: An einem Frühlingstag im Stadtpark erlebt er sinnlich das Auftauen der Gefühle und Strukturen und findet Schneeglöckchen unter dem Eis für die Schauspielerin, die sich eben von ihm getrennt hat.
Es ist dieses Verweisnetz zwischen Jahreszeit, Liebe, Politik und Kunst, das dem Roman seine außerordentliche Wirkung ermöglicht hat.

## Publizistisches Werk

### Reisebilder
Ehrenburg ist zeit seines Lebens sehr viel gereist, und ein bedeutender Teil seiner journalistischen Arbeit bestand in Reiseberichten und Reisefeuilletons. Diese erschienen meist zuerst in Zeitschriften, wurden aber oft danach gesammelt als Bücher herausgegeben.
In der bekanntesten Sammlung, Visum der Zeit (1929), sind über die 1920er Jahre verteilte Beobachtungen aus Frankreich, Deutschland, Polen, der Slowakei u. a. zusammengetragen. Ehrenburg entwirft ein Bild der Besonderheit der jeweiligen Orte, Gesellschaften und Kulturen – was ihm in der sowjetischen Kritik den Vorwurf des bürgerlichen Nationalismus eintrug. Doch wie Ehrenburg im Vorwort sagt, geht es ihm eher um Momentaufnahmen seiner Zeit und ihre Spiegelung in den Orten, also um Chronotope, Zeit-Orte:
Der räumliche Patriotismus war gestern. Aber es blieb ein leerer Platz, und da es sich schwer leben lässt außerhalb der „Blindheit der Leidenschaften“, wurde der Begriff „Heimat“ schleunigst durch „Gegenwart“ ersetzt. Wir liebten sie mit nicht weniger „seltsamer Liebe“ als unsere Vorgänger das „Vaterland.“
An die lebhaften Beschreibungen und Geschichten, die nicht selten ins Literarische hinüberlappen, knüpft Ehrenburg Betrachtungen zu kulturellen und politischen Fragen. So bewegt sich sein Bretagne-Bericht von der Natur des Landes und den Sitten der Bewohner zu einem Streik der Sardellenfischer in Penmarc’h. Der Titel Zwei Kämpfe spielt auf den Kampf der Fischer mit der Natur und mit den Fabrikanten an – mit dem ersten könne man leben, mit dem zweiten nicht. Aus Magdeburg erzählt Ehrenburg mit einigem Entsetzen von den bunten Anstrichen der Häuser und Straßenbahnen, die der vom Bauhaus beeinflusste Bauamtsleiter Bruno Taut gefördert hatte, und nimmt dies zum Anlass einer Kritik an konstruktivistischen Konzepten, die er kurz zuvor noch selbst vertreten hatte:
Aber die Kunst verletzt uns, sobald sie ins Leben eintritt. […] Das ist kein, wenn auch schlechter, Stil, sondern ein Überfall oder eine feindliche Okkupation.
In seinen Berichten aus Polen schrieb Ehrenburg über das chassidische Judentum, das eben noch seinen Roman Das bewegte Leben des Lasik Roitschwantz inspiriert hatte. Der Ton hat sich allerdings sehr geändert: Ehrenburg beschreibt nun den Chassidismus als im Verfall begriffen und kritisiert scharf die „rückständige“ Erziehung der jüdischen Jugend im Cheder. Als größte Hoffnung für die polnisch-jüdische Jugend bezeichnet er die Öffnung hin zu einer großen Sprache und Literatur – und dafür biete sich die russische an. Ewa Bérard urteilt, dass Ehrenburg hier antisemitische Klischees bestätigte, und bescheinigt diesen Beiträgen eher (sowjet-)propagandistischen als literarischen Wert – im Gegensatz zu Ehrenburgs „brillanten“ Artikeln über Deutschland.
Immer wieder spielt in Visum der Zeit das Moment der Ungleichzeitigkeit eine entscheidende Rolle, nicht nur in den Polenberichten, sondern auch in den Texten über die Slowakei, wo Ehrenburg – mit Sympathie für beide Seiten – die offene und gastfreundliche Bauernkultur und die konstruktivistische Intelligenz, die ihre Jugend noch selbst in rauchfanglosen Hütten zugebracht hatte, nebeneinander stellt.
Ungleichzeitigkeit ist erst recht ein beherrschendes Thema in Ehrenburgs Buch Spanien (1931):
Interessiert man sich in Spanien nicht bloß für Kathedralen, sondern auch für das Leben der Lebenden, dann erblickt man bald Chaos, Wirrwarr, eine Schaustellung von Widersprüchen. Eine herrliche Chaussee, auf ihr ein Hispano-Suiza, – werden doch die elegantesten Automobile Europas, der Traum der ausgehaltenen Frauen in Paris, in Spanien hergestellt. – Dem Hispano-Suiza entgegen kommt ein Esel, auf dem Esel eine Bäuerin im Kopftuch. Der Esel ist nicht ihr Eigen, ihr gehört nur ein Viertel des Esels: ihre Mitgift.
Breiten Raum nimmt hier die Darstellung der extremen sozialen Gegensätze in Spanien ein: etwa die Bauern- und Landarbeiterarmut in quasi-feudalen Strukturen und der ohne Gegenleistung erzielte Reichtum der Grundbesitzer. Ehrenburgs Interesse richtet sich besonders auf den politischen Umgang mit diesen Gegensätzen. So findet sich in dem Spanien-Buch eine mit viel Sympathie verfasste Kurzbiografie des anarchistischen Aktivisten Buenaventura Durruti und ein Gespräch des Autors mit ihm.
Doch auch in diesem Werk werden vor allem die Besonderheiten der spanischen Kultur und Gesellschaft angesprochen. So illustriert Ehrenburg die „adlige Armut“ in Spanien mit dieser griffigen Beobachtung aus einem noblen Café in Madrid:
Ein dunkelhäutiges, volles Weib bietet Lotterielose an: „Morgen ist Ziehung!“ Ein anderes Weib bringt ihr einen Säugling. Seelenruhig rückt jetzt die Frau einen Sessel zu sich heran, knöpft sich die Bluse auf und beginnt das Kleine zu stillen. Es ist eine Bettlerin. An den Tischen sitzen die elegantesten Caballeros. Die „Garçons“ der Pariser Cafés würden wie eine Meute über das Bettelweib herstürzen, in Berlin erschiene ihre Handlungsweise so unerklärlich, dass man sie womöglich auf ihren Geisteszustand hin beobachten ließe. Hier findet man es ganz natürlich.
Ehrenburgs Reisebilder aus den zwanziger und dreißiger Jahren beziehen eine besondere Spannung aus der immer wieder angesprochenen Gewissheit, dass die beschriebene Welt auf Dauer nicht bleiben könne. Sie schwanken zwischen Vorahnungen von Untergang und Hoffnung. Ein elegischer Grundton der Vergänglichkeit dominiert die Stimmung vieler Beschreibungen.

### Das Schwarzbuch
Auf Anregung von Albert Einstein begann das Jüdische Antifaschistische Komitee seit Sommer 1943, Dokumente über die Ermordung der Juden auf dem Gebiet der besetzten Sowjetunion zu sammeln, die in einem Schwarzbuch veröffentlicht werden sollten. Vorsitzender der zu diesem Zweck gebildeten Literarischen Kommission wurde Ehrenburg. Nach Aufrufen u. a. in der jiddischsprachigen Zeitung Ejnikejt traf ein nicht abreißender Strom von Zeugenberichten ein. Sie wurden teilweise von der Literarischen Kommission, teilweise vom Komitee selbst gesichtet, und eine Auswahl wurde für den Druck vorbereitet. Dabei kam es zu Kontroversen: Das Komitee leitete ohne Wissen Ehrenburgs eine Anzahl von Dokumenten in die USA weiter, was die gleichzeitige Herausgabe in den USA, Großbritannien und der Sowjetunion erheblich erschwerte. Im Zuge dieses Konflikts zog sich Ehrenburg 1945 aus der Redaktion zurück und stellte die von ihm fertiggestellten Teile dem Komitee zur Verfügung. Zugleich war auch das Vorgehen bei der Vorbereitung zum Druck strittig. Bei einer Sitzung der Literarischen Kommission am 13. Oktober 1944 vertrat Ehrenburg das Prinzip der Dokumentation:
Wenn Sie zum Beispiel einen Briefbericht erhalten, lassen Sie alles stehen, was der Autor zum Ausdruck bringen wollte; vielleicht kürzen Sie ihn etwas in der Länge, und allein darauf beschränkt sich die Bearbeitung, die ich an den Dokumenten vorgenommen habe. […] Ist ein Dokument von Interesse, dann muss man es unverändert lassen, ist es weniger interessant, soll man es beiseite legen und sich den anderen zuwenden …
Wassili Grossman, der später von Ehrenburg die Redaktion des Schwarzbuches übernahm, sah die Aufgabe des Buches hingegen darin, stellvertretend für die Opfer zu sprechen: „im Namen der Menschen …, die unter der Erde liegen und nicht mehr selbst reden können“.
Politische Instanzen der Sowjetunion brachten jedoch immer mehr Einwände gegen das Projekt vor; der wichtigste lautete, dass das Schicksal der Juden unverhältnismäßig gegenüber dem anderer Völker hervorgehoben werde. 1947 gelang es Grossman, den Satz des Buches fertigzustellen. Doch nach dem Ausdruck von 33 der 42 Druckbogen verhinderte die Zensurbehörde Glawlit die Fortsetzung des Drucks und ließ schließlich den fertigen Satz zerstören. In der Folge diente das Manuskript des Schwarzbuchs als Material für Prozesse gegen die Funktionäre des Jüdischen Antifaschistischen Komitees (nicht jedoch gegen die Redakteure Ehrenburg und Grossman) wegen nationalistischer Tendenzen. Es konnte nie in der Sowjetunion und erst 1980 in einem israelischen Verlag erscheinen (hier fehlten allerdings die Berichte aus Litauen). Die erste vollständige Ausgabe wurde in deutscher Sprache 1994 publiziert. Sie stützte sich vor allem auf die Korrekturfahnen Grossmans von 1946 und 1947, die Irina Ehrenburg zur Verfügung stellen konnte.
Das Schwarzbuch enthält insgesamt 118 Dokumente, von denen 37 von Ehrenburg zum Druck vorbereitet worden waren. Sie reichen von einfachen Briefen und Tagebüchern von Augenzeugen und Überlebenden bis zu umfassenden Berichten von Schriftstellern, die auf der Basis von Interviews und anderen Materialien erstellt wurden. Zu den ersteren gehört ein Großteil von Ehrenburgs Material, zu den letzteren etwa Oserows großer Bericht über Babi Jar oder Grossmans Text über das Vernichtungslager Treblinka. Größter Wert wurde auf die Nennung möglichst exakter Daten, Namen und Adressen gelegt – die Namen der deutschen Täter konnten 1994 fast durchweg verifiziert werden, ebenso fast alle Angaben über die Daten und Zahlen der Ausrottungsaktionen, wie aus den Fußnoten der Übersetzer hervorgeht. Das Material ist nach den Republiken der UdSSR gegliedert: Ukraine, Belorussland, Russland, Litauen, Lettland. Abschließend folgen ein Bericht über Sowjetbürger, die Juden geholfen hatten, ein Abschnitt über die auf polnischem Boden befindlichen Vernichtungslager (der auch einen Bericht über den Kampf des Warschauer Gettos enthält) sowie ein Kapitel mit Aussagen der gefangen genommenen „Henker“ (so die Kapitelüberschrift).
Die Berichte erfassen an immer neuen Orten die Stadien des nationalsozialistischen Terrors: von der Registrierung über den alltäglichen Sadismus besonders gefürchteter SS- oder Gestapo-Männer bis zu den durchorganisierten „Aktionen“, die auf totale Vernichtung zielten. Die grausamen Taten lettischer, ukrainischer oder baltendeutscher Hilfspolizeitruppen oder der rumänischen Behörden in Transnistrien werden ebenfalls festgehalten – und von der Zensur in den Korrekturfassungen weitgehend wegredigiert, weil sie die „Kraft der Hauptanklage, die sich gegen die Deutschen richtet“, schwächten. Bei den Berichterstattern sind viele Haltungen vertreten: Manche konnten lange nicht glauben, dass die Nationalsozialisten die Juden tatsächlich ausrotten wollten, andere wussten dies frühzeitig; manche sind von lähmendem Entsetzen erfasst, manche fassen den Entschluss zum gewaltsamen Widerstand.
Ein Großteil der Dokumente, auf denen das Schwarzbuch beruht, ist heute wieder zugänglich: teilweise in Yad Vashem, wohin Ehrenburgs Tochter einige Mappen bringen lassen konnte, teilweise in Irina Ehrenburgs Privatarchiv, teilweise mittlerweile auch in Moskauer Archiven. Sie bestätigen den Inhalt des Schwarzbuchs. So stellt das so verspätet erschienene Werk „eine der wichtigsten Primärquellen“ zur Shoa dar.

### Die Autobiografie
Menschen Jahre Leben sind die in sechs Büchern erschienenen Memoiren Ehrenburgs von 1891 bis 1954, also bis zum Erscheinen von Tauwetter. Es handelt sich nicht um eine Nacherzählung von Ehrenburgs Leben, den Kern des Buches bilden vielmehr Porträts von Ehrenburgs Weggefährten (worauf das erste Wort des Titels anspielt). Im Wesentlichen hat Ehrenburg dabei nur Personen berücksichtigt, an denen ihm gelegen war, nicht jedoch seine Gegner. Seine Intention beschreibt er so: „In manchen Museen stehen die steinernen Statuen reihenweise; viele sind schön, alle sind kalt. Doch zuweilen wärmt, belebt sie der Blick eines Beschauers. Ich möchte mit verliebten Augen einige Versteinerungen zu neuem Leben erwecken …“ Mit Blick auf die heftigen Debatten um die Entstalinisierung gelesen, zielen diese Sätze auch auf eine Rehabilitation der in den Stalinschen Säuberungen getöteten Schriftsteller, Künstler und Politiker.
Ein zweites Thema sind die Zeitereignisse („Jahre“), an denen Ehrenburg beteiligt war. Ehrenburg bemüht sich um nüchterne Darstellung, lässt allerdings manches weg (so etwa seine Stellungnahmen gegen die Bolschewiki aus den Jahren 1917–1921; sie erscheinen nur in der allgemeinen Formel „Ich begriff nichts“). Drittens durchziehen Versuche, die eigenen früheren Haltungen von heute aus zu verstehen und zu bewerten, alle Bände des Werks.
Ehrenburg legte sehr großen Wert auf dokumentarische Belege. Im ersten Kapitel kündigt er an: „Ich will mich bemühen, nichts zu entstellen, das Handwerk des Romanciers zu vergessen.“ Frühere autobiografische Versuche, Briefe, alte Zeitungen, Archive usw. gehören zu den Quellen, die Ehrenburg im Interesse einer nicht-fiktionalen Autobiografie heranzieht.
Menschen Jahre Leben ist, wie Marcel Reich-Ranicki in der Zeit vom 10. August 1962 schrieb, „ein wichtiges, aufschlussreiches Kulturdokument“. Es bietet Einblick in das Künstlerleben in Montparnasse vor dem Ersten Weltkrieg, in das Erleben des Russischen Bürgerkriegs, in das Berlin der zwanziger wie das Paris der dreißiger Jahre und nicht zuletzt in die Debatten in der Sowjetunion von 1917 bis 1953. Das hungernde Moskau des Kriegskommunismus mit seinen suprematistischen Wandbildern wird ebenso anschaulich gemacht wie die beklemmende Stimmung im Moskau des Großen Terrors.
Auch in der Bundesrepublik wurde das Werk viel beachtet und großenteils positiv rezensiert. Heinz Ungureit schrieb in der Frankfurter Rundschau vom 25. August 1962: „Die Porträts Picassos, Légers, Braques, die anderen von Italo Svevo, Joyce und Toller und besonders die seiner (z. T. verfemten) sowjetischen Künstler-Kollegen Majakowski, A. Tolstoi, Pasternak und vieler anderer gehören zum Besten des Buches und vielleicht zum Besten, was über viele von ihnen überhaupt geschrieben wurde.“
Das Erscheinen der deutschen Übersetzung in der Bundesrepublik Deutschland löste zugleich aber eine massive Boykottkampagne aus, die vor allem von der Deutschen National- und Soldatenzeitung geschürt wurde. Der Verleger Helmut Kindler erhielt zahlreiche Drohungen, Buchhandlungen, die das Buch verkauften, wurden mit Hetzplakaten versehen, der Verlag erhielt zahlreiche Zuschriften antisemitischen Inhalts. Anlass war ein angeblicher Aufruf Ehrenburgs zur Vergewaltigung deutscher Frauen im Zweiten Weltkrieg.

## Kriegspropaganda im Zweiten Weltkrieg

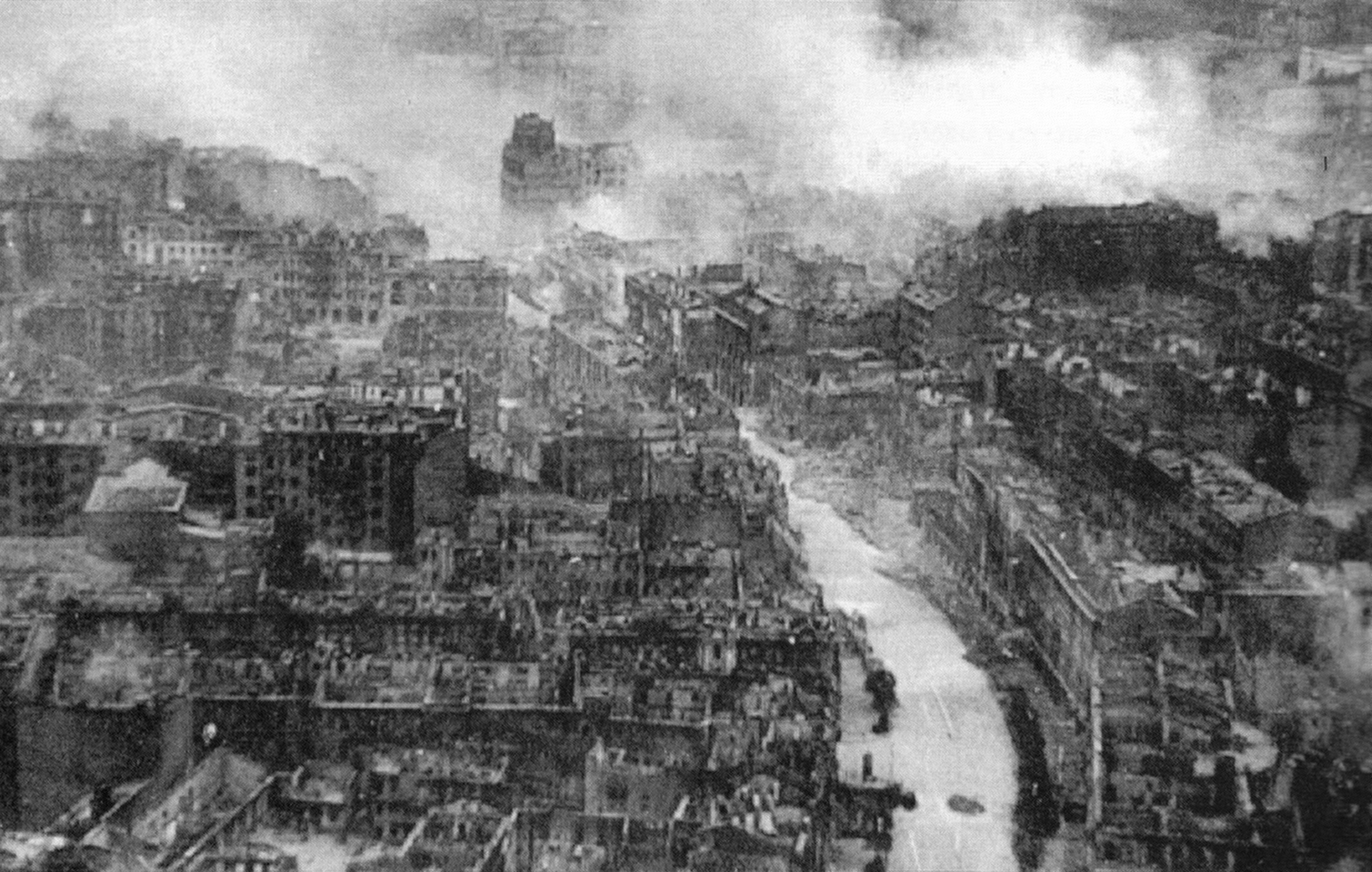
Das zerstörte Kiew im Zweiten Weltkrieg (1941).

Ehrenburgs Kriegsartikel standen „in der Tradition französischer Pamphlete“, wie sein Biograf Rubenstein bemerkt: „emotional direkt und ohne den pompösen, klischeebeladenen Stil der meisten sowjetischen Artikel“. Anders als die meisten seiner Kollegen berichtete Ehrenburg offen über die Niederlagen der Roten Armee – als Erster schrieb er über den Fall von Kiew und die Bedrohung von Moskau, als solche Meldungen eigentlich noch strikt untersagt waren.

### Hass
Vor allem in den ersten eineinhalb Kriegsjahren, bis zur Schlacht von Stalingrad, waren seine Texte zugleich extrem emotionsgeladen – sie zielten darauf, den seiner Meinung nach fürs Durchhalten notwendigen Hass zu schüren. Die riesigen Verluste an Menschen und Gebieten, die die Sowjetunion 1941 in den ersten Monaten des deutschen Überfalls hinnehmen musste, hatten demoralisierende Wirkung auf die Rote Armee. Und der in der sowjetischen Propaganda vertretene Faschismusbegriff, nach dem der Nationalsozialismus allein als Projekt des Finanzkapitals, keineswegs aber der Masse der Bevölkerung erschien, hatte bei vielen Rotarmisten ein unrealistisches Bild der Wehrmacht erzeugt. Die Vorstellung, die einfachen Soldaten der Wehrmacht würden sich bei einem Krieg auf die Seite der russischen Revolution schlagen, war verbreitet. Dazu kamen die abrupten Politikwechsel im Zusammenhang des Hitler-Stalin-Pakts. In dieser verzweifelten Situation erschien den sowjetischen Schriftstellern und Propagandisten, von Alexei Tolstoi über Michail Scholochow und Konstantin Simonow bis zu Ehrenburg, die Parole des Hasses auf die deutschen Invasoren als das einzige Mittel, die Kampfkraft der Truppen zu stärken.
Ehrenburgs flammende Propagandaartikel begannen oft mit Zitaten aus Fronttagebüchern und Briefen gefallener oder gefangengenommener deutscher Soldaten. Danach folgte meist ein kommentierender Teil, der schließlich in Kampfaufrufe gegen „die Hitleristen“ oder auch „den Deutschen“ mündete. Ein häufig zitiertes extremes Beispiel ist der Aufruf „Töte!“ (убей!) in der Krasnaja Swesda vom 24. Juli 1942. Der leicht gekürzte Text lautet in deutscher Übersetzung:
Hier sind Auszüge aus drei Briefen, die bei getöteten Deutschen gefunden worden sind:
Der Inspektor Reinhardt schreibt an den Leutnant Otto Schirach: „[…] Ich habe sechs Russen aus dem Gebiet ausgesucht. Sie halten bei weitem mehr aus als die Franzosen. Nur einer von ihnen ist gestorben. […] Ihr Unterhalt kostet nichts und wir müssen nicht darunter leiden, dass diese Tiere, deren Kinder möglicherweise gerade unsere Soldaten töten, deutsches Brot essen. Gestern habe ich zwei russische Bestien leicht gezüchtigt, die heimlich Magermilch gesoffen haben, die für die Sauen bestimmt war …“
Irgendein Otto Essmann schreibt an den Leutnant Helmut Wiegand: „Wir haben jetzt russische Kriegsgefangene. Diese Typen fressen auf dem Flugplatz Regenwürmer und stürzen sich auf den Eimer mit Abwaschwasser. Ich habe gesehen, dass sie Unkraut gegessen haben. Kaum zu glauben, dass das Menschen sind …“
Sklavenhalter; sie möchten unser Volk versklaven. Sie schleppen die Russen zu sich nach Hause, misshandeln sie, bringen sie mit Hunger um den Verstand, bis dahin, dass sie Gras und Würmer essen, und dann philosophiert der widerwärtige Deutsche mit seiner stinkenden Zigarre: „Sind das vielleicht Menschen?“
Wir wissen alles. Wir erinnern uns an alles. Wir haben verstanden: Die Deutschen sind keine Menschen. Von nun an ist das Wort „Deutscher“ für uns wie ein entsetzlicher Fluch. Von jetzt an lässt das Wort „Deutscher“ das Gewehr von allein losgehen. Wir werden nichts sagen. Wir werden uns nicht empören. Wir werden töten. Wenn du nicht pro Tag wenigstens einen Deutschen getötet hast, war es ein verlorener Tag. […] Wenn du den Deutschen nicht tötest, tötet er dich. Er nimmt deine Nächsten und quält sie in seinem verfluchten Deutschland. […] Wenn du den Deutschen leben lässt, hängt er den russischen Mann auf und schändet die russische Frau. Wenn du einen Deutschen getötet hast, töte einen zweiten – nichts stimmt uns froher als deutsche Leichen. Zähle nicht die Tage. Zähle nicht die Werste. Zähle nur eins: die von dir getöteten Deutschen. Töte den Deutschen! bittet dich die alte Mutter. Töte den Deutschen! fleht dich das Kind an. Töte den Deutschen! schreit die Heimaterde. Ziel nicht vorbei. Triff nicht daneben. Töte!
Derartige Pamphlete waren bei Ehrenburg im Sommer 1942 nicht selten. Sie richteten sich allerdings eindeutig gegen die kämpfenden Truppen; von einem Zusammentreffen mit der deutschen Zivilbevölkerung konnte zu dieser Zeit noch keine Rede sein, da die Front tief im Inneren der Sowjetunion verlief. Oft enthielten Ehrenburgs Texte Tiermetaphern für die deutschen Invasoren: Von „tollwütigen Wölfen“, „Reptilien“ und „Skorpionen“ war die Rede. Zugleich richtete sich sein Blick auf eine spezifische Gestalt, die er keineswegs als animalisch beschrieb: den gebildeten deutschen SS-Mann oder Offizier, der methodisch-systematisch die Folterung und Ermordung der russischen und speziell der jüdischen Bevölkerung betreibt, den „faschistischen Soldaten, der mit seinem auserlesenen Füller in seinem hübschen Büchlein blutrünstig fanatischen Unfug über seine rassische Überlegenheit vermerkte, schamlos grausame Dinge, über die sich jeder Wilde entsetzt hätte“.

### Gerechtigkeit
Bei aller Hasspropaganda unterschied Ehrenburg zwischen „Abrechnung“ und „Gerechtigkeit“ einerseits sowie abzulehnender Rache oder Vergeltung andererseits. Bereits am 5. Mai 1942 schrieb er: „Der deutsche Soldat mit dem Gewehr in der Hand ist für uns kein Mensch, sondern ein Faschist. Wir hassen ihn. […] Wenn der deutsche Soldat seine Waffe loslässt und sich in Gefangenschaft begibt, werden wir ihn mit keinem Finger anrühren – er wird leben.“ Noch deutlicher wird diese Haltung im Artikel Rechtfertigung des Hasses vom 26. Mai 1942:
Doch unser Volk lechzt nicht nach Rache. Nicht dazu haben wir unsere jungen Männer erzogen, dass sie auf das Niveau hitlerscher Vergeltungsmaßnahmen herabsinken. Niemals werden Rotarmisten deutsche Kinder ermorden, das Goethehaus in Weimar oder die Bibliothek von Marburg in Brand stecken. Rache ist Zahlung in gleicher Münze, Rede in gleicher Sprache. Aber wir haben keine gemeinsame Sprache mit den Faschisten. […] Für alle wird sich auf der Erde Platz finden. Auch das deutsche Volk, geläutert von den grauenhaften Missetaten des Hitlerschen Jahrzehnts, wird leben. Aber jede Großzügigkeit hat eine Grenze: Im Moment möchte ich über das Glück, das ein von Hitler befreites Deutschland erwartet, weder sprechen noch nachdenken. Solche Gedanken und Worte sind fehl am Platz, sie könnten auch nicht aufrichtig sein, solange Millionen Deutsche auf unserem Boden ihr Unwesen treiben.
Nach der Schlacht von Stalingrad schrieb Ehrenburg nicht mehr „Töte den Deutschen“, doch der Hass spielte in seinen Artikeln nach wie vor eine große Rolle. Das galt auch für die Zeit ab 1944, als die Rote Armee den Boden des Deutschen Reichs erreichte und auf deutsche Zivilbevölkerung traf. Kennzeichnend war die folgende Episode: Lady Gibb, eine englische Adlige, hatte Ehrenburg 1944 einen Brief geschrieben, in dem sie ihn mit einem Blake-Zitat zu „Gnade, Mitleid, Wahrhaftigkeit und Liebe“ mahnte: „Das sind die richtigen Waffen für die Bestrafung von grausamen Menschen.“ Ehrenburg ließ diesen Brief in der Krasnaja Swesda drucken und schrieb eine Antwort unter dem Titel „Gerechtigkeit, nicht Vergeltung“. Er betonte, die Rote Armee werde die Betreiber von Angriffskrieg und Völkermord vor Gericht stellen, nicht aber Zivilisten ermorden: „Die Männer der Roten Armee wollen die Kinderschlächter töten, nicht die Kinder der Kinderschlächter.“ Andererseits sei Mitleid mit den Deutschen unangebracht, denn man könne nicht zugleich mit dem Lamm und dem Wolf Mitleid haben. Kurz darauf veröffentlichte er an gleicher Stelle Briefe von Frontsoldaten unter dem Titel „Die Richter sprechen. Rotarmisten antworten Lady Gibb.“ Am 14. März 1945 schließlich erschien in Krasnaja Swesda ein Artikel Ehrenburgs, „Ritter der Gerechtigkeit“, der auch als Flugblatt in der Roten Armee verteilt wurde. Dort hieß es erneut: „Der sowjetische Soldat wird keine Frauen belästigen. Der sowjetische Soldat wird keine deutsche Frau misshandeln, noch wird er irgendeine intime Beziehung mit ihr unterhalten. Er ist über sie erhaben. Er verachtet sie dafür, dass sie die Frau eines Schlächters ist. […] Der sowjetische Soldat wird an der deutschen Frau schweigend vorbeigehen.“

### Widersprüche
Die emotionale Durchschlagskraft von Ehrenburgs Aufrufen zu Hass und „Abrechnung“ einerseits, seine über die Jahre stets wiederholten Appelle, keine Rache zu üben und Zivilisten und Gefangene unbehelligt zu lassen, andererseits – dies wurde bereits zu Kriegszeiten teilweise als widersprüchlich empfunden. Im letzten Kriegsjahr erhielt Ehrenburg kritische Briefe von Frontsoldaten, die ihm vorhielten, er habe sich gewandelt und trete nun plötzlich für Mildtätigkeit gegenüber den Deutschen ein. Am 7. April 1945 antwortete Ehrenburg in der Krasnaja Swesda, er habe bereits 1942 für „Gerechtigkeit, nicht Rache“ plädiert.
Doch das änderte nichts daran, dass die alte Parole „Töte den Deutschen!“ mit Ehrenburgs Namen verbunden blieb. Vor allem Propagandisten, die mit der an die Deutschen gerichteten Gegenpropaganda befasst waren, hielten Ehrenburgs Artikel für strategisch unklug. So schrieb etwa der Leningrader Dramaturg und Kriegspropagandist Dmitri Schtschegulow in seinen Memoiren, die Artikel Ehrenburgs „enthielten noch immer den Stil der ersten Kriegsjahre“, verbreiteten eine Anti-Deutschen-Stimmung und störten bei der Agitation, die die sowjetische Feindpropaganda betreiben sollte. Bereits früher hatten Ehrenburgs Freund und Mitherausgeber des Schwarzbuches, Wassili Grossman, sowie der junge Germanist und Propagandist Lew Kopelew ihm gegenüber kritisiert, dass er zu wenig zwischen Deutschen und Faschisten unterscheide. Kopelews autobiografischer Bericht über seine Kriegserlebnisse in Ostpreußen 1945 zeigt deutlich, dass Ehrenburgs Name damals zumindest von Kopelew selbst als Synonym für gnadenlose Rache verstanden wurde: „[…] und wir alle – Generäle und Offiziere – verhalten uns nach Ehrenburgs Rezept. Welche Rache lehren wir: Deutsche Weiber aufs Kreuz legen, Koffer, Klamotten wegschleppen …“ Als Kopelew 1945 vom sowjetischen NKWD wegen Mitleids mit dem Feind und Beleidigung der Roten Armee verhaftet wurde, hielt man ihm u. a. auch „Kritik an den Artikeln des Genossen Ehrenburg“ vor. Er wurde zunächst freigesprochen, dann erneut verhaftet und in Lagern des GULAG inhaftiert.

### „Es reicht!“
Am 11. April 1945 erschien Ehrenburgs letzter Kriegsartikel in Krasnaja Swesda unter dem Titel ХВАТИТ! (chwatit – „Es reicht!“). Er stellte darin die Frage, wer in Deutschland eigentlich kapitulieren wolle, wo es doch gar kein Deutschland mehr gebe – nur noch eine „kolossale Gangsterbande“, die auseinanderlaufe, sobald es um die Verantwortung für Krieg und Massenmord gehe. Und er formulierte den Verdacht, die Deutschen seien bereit, gegenüber den Westalliierten zu kapitulieren, weil sie so einer gerichtlichen Verantwortung zu entgehen hofften, während sie gegen die Rote Armee erbitterten Widerstand leisteten. Drei Tage später brachte die Prawda einen Text mit dem Titel „Genosse Ehrenburg vereinfacht“, gezeichnet von Georgi Fjodorowitsch Alexandrow, dem Leiter der Abteilung Agitation und Propaganda des Zentralkomitees der KPdSU. Darin wurde Ehrenburg schwer getadelt: „Genosse Ehrenburg macht den Lesern weis, dass alle Deutschen gleich seien und dass sie sich alle gleichermaßen für die Verbrechen der Nazis zu verantworten hätten. […] Es muss nicht gesagt werden, dass der Genosse Ehrenburg hierin nicht die sowjetische öffentliche Meinung spiegelt. Die Rote Armee […] hat sich nie zum Ziel gesetzt, das deutsche Volk auszurotten […].“ Ehrenburg verwahrte sich in einem Brief an Stalin gegen diese Unterstellung, jedoch erfolglos. Er konnte einen Monat lang keine Artikel mehr veröffentlichen. Erst danach druckte die Prawda seinen Artikel „Der Morgen des Friedens“.
Für die Attacke Alexandrows, die offensichtlich von Stalin selbst angeordnet worden war und vor allem bei den Westalliierten großes Echo fand, werden zwei unterschiedliche Erklärungen angeführt. Ehrenburg hatte Anfang 1945 das bereits eroberte Ostpreußen bereist. Nach seiner Rückkehr wurde er von Wiktor Semjonowitsch Abakumow, dem Leiter der Spionageabwehr SMERSCH und späteren Minister für Staatssicherheit, denunziert: Er habe in Vorträgen vor der Redaktion der Krasnaja Swesda und vor Offizieren der Frunse-Militärakademie Fälle von Plünderungen, Tötungen und Vergewaltigungen seitens der Roten Armee angeprangert und damit deren Ansehen geschädigt. Verschiedene Autoren vermuten, dass Ehrenburgs Maßregelung auf diesen Bericht Abakumows zurückging. Carola Tischler hält diese Erklärung allerdings für fragwürdig, zumal Kopelew auf vergleichbare Denunziationen hin zu mehrjähriger Lagerhaft verurteilt wurde, und nimmt an, dass es sich in erster Linie um ein außenpolitisches Signal an die Westalliierten handelte. Auf Kosten des weithin bekannten Ehrenburg habe Stalin auf diese Weise deutlich gemacht, dass er an der Geschlossenheit der Allianz festhalte, auch was die Nachkriegsbehandlung Deutschlands angehe.

### Ein unauffindbares Flugblatt
Ehrenburg wird bis heute – ohne jeglichen Beleg – unterstellt, einen Aufruf zur Vergewaltigung deutscher Frauen verfasst zu haben. Die älteste Spur dieser Behauptung findet sich in einem Artikel Ehrenburgs vom 25. November 1944. Dort berichtet er, dass der Oberkommandierende der Heeresgruppe Nord der Wehrmacht derartige Anwürfe gegen ihn in der Truppe zirkulieren lasse, bezeichnet sie als Fälschung und verwahrt sich strikt dagegen: „Vergeblich beteuert der General, dass wir wegen der deutschen Weibchen nach Deutschland kommen. Uns zieht nicht Gretchen an, sondern jene Fritzen, die unseren Frauen Kränkungen zugefügt haben.“
Die deutsche Kriegspropaganda hatte sich früh auf Ilja Ehrenburg eingeschossen, den Adolf Hitler zum „Hausjuden Stalins“ erklärt hatte. Immer wieder wurde im Völkischen Beobachter und in Das Reich Ehrenburg als Propagandist der Ausrottung der Deutschen dargestellt. Dabei spielte der angebliche Vergewaltigungsaufruf bald eine große Rolle. Dies setzte sich nach dem Krieg fort. Bernhard Fisch hat eine materialreiche Studie darüber vorgelegt. So wird der Text in wechselndem Wortlaut, aber stets ohne Quellenangabe etwa in den Erinnerungen von Karl Dönitz und des letzten Befehlshabers der Festung Königsberg, Otto Lasch, zitiert und taucht in zahlreichen weiteren Büchern und Medien auf. In den 1960er Jahren diente er als Aufhänger für eine Kampagne der Deutschen Nationalzeitung gegen die Herausgabe von Ehrenburgs Memoiren in der Bundesrepublik. Es gab bis heute zahlreiche Versuche, das mysteriöse Flugblatt zu finden, die jedoch sämtlich erfolglos verliefen. Selbst in der unmittelbaren Gegenwart hat es in diesem Zusammenhang noch Auseinandersetzungen gegeben. So wurde ein „Café Ehrenburg“ auf der Karl-Marx-Allee in Berlin von Rechtsextremisten mit Verweis darauf attackiert, und der Aufruf wurde noch 2001 als Grund für eine rechtsextreme Demonstration zur Umbenennung der Ilja-Ehrenburg-Straße im Rostocker Ortsteil Toitenwinkel angegeben. 2005 verbreitete die Welt am Sonntag wieder einmal eine Variante von Ehrenburgs angeblichem Vergewaltigungsaufruf, und noch 2009 tat es ihr der FPÖ-Politiker und ehemalige österreichische Justizminister Harald Ofner in der Wiener Zeitung gleich.
Die Forschung ist sich seit langem einig, dass es sich um ein Gerücht der deutschen Propaganda handelt. Der Zeitzeuge Lew Kopelew bestätigte, dass ein solches Flugblatt Ehrenburgs nie existiert habe und weder sprachlich noch inhaltlich in Ehrenburgs Produktion passe. „Es scheint nur bei den deutschen Truppen bekannt gewesen zu sein und war wohl ein Versuch der Goebbels-Kader, auf diese Art den Widerstandswillen der Wehrmacht zu stärken.“
Ähnliches gilt für die gelegentlich aufgestellte Behauptung, Ehrenburg habe die Ausrottung aller Deutschen gefordert. Dafür gibt es in der sehr umfangreichen Kriegsproduktion Ehrenburgs keinen Beleg. Es trifft freilich zu, dass die Unterscheidung zwischen Deutschen und „Faschisten“ bzw. „Hitleristen“ bei Ehrenburg oft fließend ist und die Parole „Töte den Deutschen!“ von 1942 daher auch auf Nichtkämpfer bezogen werden konnte.

### Bewertungen
Starke Wertungen von Ehrenburgs Kriegspropaganda finden sich speziell bei dem Militärhistoriker Joachim Hoffmann, der diese Propaganda als Beleg für die von ihm unterstellten Vernichtungsabsichten Stalins gegenüber der deutschen Bevölkerung anführt. Hoffmanns Werk Stalins Vernichtungskrieg ist dem Umfeld der so genannten Präventivkriegsthese zuzuordnen. Er macht Ehrenburg zum psychiatrischen Fall und spricht von den „Hassgefühlen seines verdorbenen Gehirns und schlechten Herzens“, von „unverkennbaren Zügen moralischen Irrsinns“, vom „Ausdruck eines pathologischen, anomalen Gehirnzustandes“. Für ihn ist die Kausalität eindeutig: Es sei „die verbrecherische Wirksamkeit Ehrenburgs während der Kriegszeit, die doch gerade für unzählige deutsche Männer, Frauen und Kinder so entsetzliche Konsequenzen gehabt hatte“.
Eveline Passet, Peter Jahn und Hans Goldenbaum haben derartige Wertungen näher untersucht. Sie identifizieren deutliche antisemitische Züge und analysieren diese vor dem Hintergrund deutscher Schuldabwehr und Verdrängung. Als Sowjetbürger, Intellektueller und Jude sei Ehrenburg ideal geeignete Projektionsfläche für die Täter, die sich durch die Betonung seiner Taten als Opfer fühlen könnten. Zudem sei der Umgang mit Ehrenburg-Zitaten äußerst bedenklich: Nicht nur stütze sich etwa Hoffmann in seinen Schriften ausschließlich auf englische Übersetzungen, er gebe auch durchweg aus dem Zusammenhang gerissene Stellen, ja einzelne Wörter als Belege an, ganz abgesehen von der tendenziösen Auswahl.
Doch auch jenseits extremer Wertungen wird diskutiert, ob Ehrenburgs Kriegsartikel aufgrund ihrer enormen emotionalen Durchschlagskraft zur Enthemmung der Roten Armee beigetragen haben könnten, die sich 1944/1945 in zahlreichen Tötungen, Plünderungen und Vergewaltigungen manifestierte – auch dann, wenn er keine Aufrufe zur Gewalt gegen Zivilisten verfasst hat. Derartige Andeutungen finden sich beispielsweise bei Norman Naimark, Hubertus Knabe und Antony Beevor. Und Thomas Urban meint, Ehrenburgs Hasspredigten hätten durchaus „den Eindruck“ erwecken können, „dass die Regeln des Kriegsvölkerrechts und der Genfer Konvention aufgehoben seien“.
Andererseits gibt Bernhard Fisch zu bedenken, dass es ohnehin sehr fraglich ist, wie sehr das Handeln von Soldaten von Flugblättern beeinflusst wird, zumal diese im Allgemeinen, wie er an Stichproben zeigt, die Zivilbevölkerung kaum oder gar nicht thematisieren. Und Carola Tischler bezweifelt, dass speziell Ehrenburgs Propaganda gegen die Deutschen für Gewalttaten gegen die Zivilbevölkerung verantwortlich gemacht werden könne, weil massive Übergriffe der Roten Armee auch in Jugoslawien und Ungarn registriert wurden.
Vor allem aber liegt es nahe, dass der Hass der sowjetischen Soldaten in erster Linie auf die Taten der SS und der Wehrmacht zurückzuführen sei, wie der britische Kriegsberichterstatter Alexander Werth schreibt:
Was Alexej Tolstoj und Scholochow und Ehrenburg über die Deutschen geschrieben haben, war nichts im Gegensatz zu dem, was die russischen Soldaten mit ihren eigenen Ohren hören, mit ihren eigenen Augen sehen – und mit ihrer eigenen Nase riechen konnten. Denn wo auch immer die Deutschen gewesen waren, hing der Geruch verwesender Leichen in der Luft. […] Es gab den „gewöhnlichen Fritz“ des Jahres 1944, und es gab Tausende von Himmlers Berufsmördern – aber konnte man zwischen ihnen eine klare Trennungslinie ziehen?
Und auch Lew Kopelew sagt:
Und komischerweise wurde ich hier irgendwo darauf angesprochen, ob es nicht Ehrenburg war, der diesen Hass erzeugte, im ausgehungerten Leningrad, in ausgebrannten Städten und Dörfern. Das stimmt nicht, das ist ja wirklich naiv – denn Ehrenburg war wohl einer von den eifrigsten hasserfüllten Journalisten. Aber nicht er hat diesen Hass gesät, der kam durch diese Kriegsereignisse.
Ilja Ehrenburg selbst resümierte in seinen Memoiren zwanzig Jahre später:

„Man kann sagen: Ein schlechtes, hässliches Gefühl. Ja, gewiss. Auch mir war der Hass nicht leichtgefallen, er ist ein grauenhaftes Gefühl: Er macht innerlich kalt. […] Die Jungen von heute werden kaum begreifen, was wir durchgemacht haben. Jahre der totalen Verdunkelung, Jahre des Hasses, ein bestohlenes, verunstaltetes Leben …“

## Rezeption
In den 1920er Jahren galt Ehrenburg in der Sowjetunion als der Modeschriftsteller, und auch im Westen wurde er viel gelesen. Allein die deutsche Malik-Ausgabe der Jeanne Ney verkaufte sich 21.000 Mal, wozu sicherlich auch die Verfilmung des Werks beigetragen hat. Die Kritik äußerte sich ambivalent. Bemerkt wurde immer wieder die Abweichung der Romane Ehrenburgs von den Mustern des klassischen realistischen Romans. So kritisierte Juri Tynjanow, ein bekannter Vertreter des russischen Formalismus, Ehrenburgs „Schattenromane“, die statt psychologischer Motivierungen der handelnden Figuren die „Schatten“ philosophischer Ideen in den Mittelpunkt stellten und daher das Genre des modernen Zeitromans verfehlten. Aus einer ganz anderen Position kam der große marxistische Literaturtheoretiker Georg Lukács 1930 zu ähnlichen Schlüssen: Bei allem technischen Geschick in der Detaildarstellung werde Ehrenburg in der Romanform den Anforderungen des Chronisten der Revolution nicht gerecht. „Er sieht seine Details. Aber nur seine Details und sieht sie darum mit Lakaienaugen.“ Auf der anderen Seite sah Jewgeni Samjatin gerade die Stärke von Ehrenburgs Romankonzeption in der Vielstimmigkeit, der Mischung von Zeitungsjournalismus und den unterschiedlichen nationalen Literaturtraditionen; ihm galt Ehrenburg als der echte Internationalist, ja der „Esperantist“ unter den zeitgenössischen Schriftstellern. Und André Gide fühlte sich von der Integration fremdartiger, exotischer Elemente im Raffer angezogen.
Ein gängiger Kritikpunkt an Ehrenburgs literarischer Tätigkeit war sein enormer Ausstoß und damit auch die Hast, in der er seine Texte verfasste. Am schärfsten hat dies wohl der exilrussische Kritiker Ne-Bukwa formuliert, der 1922 in Berlin den „Graphomanen“, „Pornographen“, „Megalomanen“ und „Plagiator“ Ehrenburg als psychiatrischen Fall abhandelte. Doch auch mit Ehrenburg sympathisierenden Schriftstellern fiel dieser Zug ins Auge. Kurt Tucholsky und Georg Lukács prägten unabhängig voneinander die Formel vom „höchst begabten Schriftsteller“, dessen Romane u. a. aufgrund ihrer Orientierung an der jeweiligen Tagesaktualität unausgereift seien. Diese Kritik erstreckte sich allerdings gewöhnlich nicht auf die journalistischen Texte Ehrenburgs der zwanziger und dreißiger Jahre, die im Allgemeinen hoch gelobt wurden. Die ungeheure Bedeutung des Schreibens und vor allem des Gelesenwerdens für Ehrenburg haben in der Gegenwart Ewa Bérard und Hélène Mèlat herausgearbeitet: Es wird als seine Form der aktiven Teilnahme an den aktuellen politischen und kulturellen Kämpfen beschrieben, also als littérature engagée. Dabei versuchte Ehrenburg stets eine Mittlerrolle zu spielen: dem Westen die Sowjetunion zu erklären und den Sowjetbürgern Fenster in den Westen zu öffnen. Dieses Verdienst wird etwa von Marcou, Rubenstein und Bérard selbst den sozialistisch-realistischen Romanwälzern der 1940er Jahre attestiert, die in der nichtsowjetischen Kritik durchweg verrissen wurden.
Für Ehrenburgs Schaffen ist ein rascher, oft abrupter Wechsel politischer und kultureller Orientierungen kennzeichnend, ohne dass er jedoch jeweils seinen „alten“ Grundsätzen und Leitlinien abgeschworen hätte. Schon früh hat das Wiktor Schklowski, prominenter Vertreter des russischen Formalismus, auf eine griffige Formel gebracht, nämlich die des „Paul Saulowitsch“: „Früher war ich böse auf Ehrenburg, weil er, vom jüdischen Katholiken oder Slawophilen zum europäischen Konstruktivisten konvertiert, die Vergangenheit nicht ruhen ließ. Er wurde nicht vom Saulus zum Paulus. Er ist ein Paul Saulowitsch, der es versteht, fremde Gedanken zu einem Roman zu bündeln …“ Weniger freundlich ist dieser Zug häufig als Opportunismus gebrandmarkt worden, vor allem für die Zeit des Stalinismus. Immer wieder musste sich Ehrenburg Vorwürfen erwehren, er habe seine Ideen und Ideale verraten, nach Stalins Diktat geschrieben und die stalinistischen Verfolgungen verschwiegen. Ein besonders markantes Beispiel für diese Kritik stammt von Jean Améry, der sogar den Verdacht äußerte, Ehrenburg habe seine Kollegen aus dem Jüdischen Antifaschistischen Komitee verraten – ein Vorwurf, der heute nicht mehr haltbar ist, da die Prozessakten zugänglich sind. Zugleich stand sein Werk in der Sowjetunion ein ums andere Mal in dem Verdacht der Abweichung: sei es westfreundlich, jüdisch-national, subjektivistisch, objektivistisch oder formalistisch. Doch wird dem „homme louvoyant“, dem lavierenden Menschen Ehrenburg von allen Seiten attestiert, dass er seinen Freunden treu geblieben sei und weder seinen früheren Auffassungen abgeschworen noch Repressionsmaßnahmen des Regimes in seinen Artikeln unterstützt habe. Bis zu einem gewissen Grad sei es ihm gelungen, seine moralische Integrität zu wahren. So schrieb Nadeschda Mandelstam, die Witwe des im sibirischen Lager umgekommenen Lyrikers Ossip Mandelstam: „Unter den sowjetischen Schriftstellern war er ein weißer Rabe und ist es geblieben. Schutzlos und schwach wie alle, hat er doch versucht, etwas für die Menschen zu tun. […] Es war vielleicht Ehrenburg, der genau die aufgeweckt hat, die später die Leser des Samisdat wurden.“
Eveline Passet und Raimund Petschner fassen zusammen:
Auf Leben und Werk Ilja Ehrenburgs angewandt, sind hauptsächlich zwei verschiedene Plausibilisierungsstrategien zu beobachten. Die eine behauptet einen opportunistischen Kern, von dem aus die wundersamen Wandlungen und Wendungen des Ilja Ehrenburg zu verstehen seien; diese Sicht, im rechten Spektrum, aber auch bis hin zu liberalen Konservativen noch heute verbreitet, möchte in Ilja Ehrenburg nichts anderes erkennen als den Opportunisten und Zyniker, den „Gesinnungslump“. Die andere Sichtweise besteht darin, Ehrenburgs Selbstauskunft, sein Leben lang habe er Schönheit und Gerechtigkeit zu vereinen gesucht, für gültig zu nehmen und als Kern einzusetzen. So wären die Wendungen, die Farbveränderungen und Gewichtsverschiebungen im Leben und Werk Ehrenburgs als eine komplexe individuelle Reaktion auf das Jahrhundert und dessen chaotische Zuckungen zu verstehen. […] Im Gegensatz zum eindimensionalen Deutungsschema des „Opportunismus-Modells“ erscheint Ehrenburg hier als ambivalente Person: jemand, der im Kern das Gute wollte, jedoch auch typische Irrtümer und Verblendungen des Jahrhunderts repräsentiert.
Auf Kosten des literarischen Werks steht in der heutigen Rezeption Ehrenburgs exemplarisches Leben im Mittelpunkt der Deutungsanstrengungen. Gerade sein außergewöhnlicher Lebenslauf gilt etwa dem Literaturwissenschaftler Efim Etkind als charakteristisch für seine Epoche:
Ilja Ehrenburg ist ein mäßiger Romanschriftsteller und ein schwacher Dichter […]. Und doch ist Ilja Ehrenburg der Mensch des Jahrhunderts. Es wäre schwer, einen anderen zu nennen, der zu einem solchen Grad die Inkarnation seiner Epoche war. […] Überall war er vom Heimweh geplagt: Russe in Frankreich, Franzose in Russland, Jude in Russland wie in Frankreich oder Deutschland, Katholik unter den Juden, Häretiker unter den Christen, Kommunist für die Bürger des Westens, ausländischer Bourgeois für die Moskauer Proletarier, die kommunistischen Funktionäre und seine Kollegen, die sowjetischen Schriftsteller. Das war eine der Facetten seines Lebens: überall und immer im Exil. […] Der Fall Ehrenburg ist außergewöhnlich: Die Zugehörigkeit zu verschiedenen Kulturen, bisweilen einander entgegengesetzt, und die Fähigkeit, die eine durch das Medium der anderen zu sehen, grenzen an ein Wunder. Doch das ist das Eigentümliche unseres Jahrhunderts: Exil und Emigration sind allgemeines Schicksal geworden. […] Ilja Ehrenburg, der Mensch dreier geistiger Kulturen – Jude in Russland, Russe in Frankreich, Franzose in Russland – er ist ganz das Kind des Jahrhunderts.

## Publikationen (Auswahl)
Genannt sind die Daten der Erstveröffentlichung sowie der ersten deutschen Übersetzung.

### Romane
- Die ungewöhnlichen Abenteuer des Julio Jurenito und seiner Jünger: Monsieur Delhaye, Karl Schmidt, Mister Cool, Alexei Tischin, Ercole Bambucci, Ilja Ehrenburg und des Negers Ayscha in den Tagen des Friedens, des Krieges und der Revolution in Paris, Mexiko, Rom, am Senegal, in Moskau, Kineschma und an anderen Orten, ebenso verschiedene Urteile des Meisters über Pfeifen, über den Tod, über die Liebe, über die Freiheit, über das Schachspiel, das Volk der Juden, Konstruktionen und einige andere Dinge. Необычайные похождения Хулио Хуренито И его учеников мосье Дэле, Карла Шмидта, мистера Куля, Алексея Тишина, Эрколе Бамбучи, Ильи Эренбурга и негра Айши, в дни Мира, войны и революции, в Париже, в Мексике, в Риме, в Сенегале, в Кинешме, в Москве и в других местах, а также различные суждения учителя о трубках, о смерти, о любви, о свободе, об игре в шахматы, о еврейском племени, о конструкции и о многом ином. Gelikon, Berlin und Moskau 1922. Deutsche Übersetzung von Alexander Eliasberg: Welt-Verlag, Berlin 1923.
- Leben und Tod des Nikolai Kurbow. Жизнь и гибель Николая Курбова. Gelikon, Berlin 1923.
- Trust D. E. Die Geschichte der Zerstörung Europas. Трест Д. Е. История гибели Европы. Semlja i Fabrika, Moskau 1923; Gelikon, Berlin 1923. Deutsche Übersetzung von Lia Calmann: Welt-Verlag, Berlin 1925.
- Die Liebe der Jeanne Ney. Любовь Жанны Ней. Gelikon, Berlin 1924. Deutsche Übersetzung von Waldemar Jollos: Rhein Verlag, Basel 1926. Verfilmt von Georg Wilhelm Pabst 1927.
- Der Raffer. Рвач. Navarre, Paris 1925. Deutsche Übersetzung von Hans Ruoff unter dem Titel Michail Lykow: Malik, Berlin 1927. Digitalisat bei Hathitrust
- Sommer 1925. Лето 1925 года. Artel Pisatelei „Krug“, Moskau 1926. Deutsche Übersetzung von Hilde Angarowa: Volk und Welt, Berlin 1981.
- In der Prototschni-Gasse. В Проточном переулке. Semlja i Fabrika, Moskau 1927. Deutsche Übersetzung von Wolfgang E. Groeger unter dem Titel Die Gasse am Moskaufluss: List, Leipzig 1928; unter dem Titel Die Abflußgasse: Volk und Welt, Berlin 1981.
- Das bewegte Leben des Lasik Roitschwantz. Бурная жизнь Лазика Ройтшванеца. Petropolis, Berlin 1928. Deutsche Übersetzung von Waldemar Jollos: Rhein-Verlag, Basel o. J. (wohl 1929). Nachgedruckt im Verlag Die Andere Bibliothek, Berlin 2016, ISBN 978-3-8477-0375-4.
- Die Verschwörung der Gleichen. Заговор равных. Petropolis, Berlin 1928 (teilweise vorabgedruckt in Krasnaja Now, 1928). Deutsche Übersetzung von Hans Ruoff: Malik, Berlin 1929.
- Chronik unserer Tage:
  - 10 PS. Chronik unserer Zeit. 10 л.с. Хроника нашего времени. Petropolis, Berlin 1929 (teilweise vorabgedruckt in Krasnaja Now, 1929). Deutsche Übersetzung von Hans Ruoff unter dem Titel Das Leben der Autos: Malik, Berlin 1930.
  - Die Einheitsfront. Единый фронт. Petropolis, Berlin 1930. Deutsche Übersetzung unter dem Titel Die heiligsten Güter. Roman der großen Interessen: Malik, Berlin 1931.
  - Die Traumfabrik. Фабрика снов. Petropolis, Berlin 1931. Deutsche Übersetzung: Malik, Berlin 1931.
- Moskau glaubt nicht an Tränen. Москва слезам не верит. Sowjetskaja Literatura, Moskau 1933; Gelikon, Paris 1933. Deutsche Übersetzung: Malik, Berlin 1932 (Die Übersetzung trägt den Vermerk: Übersetzung aus dem MS. Offenbar ist der Titel zuerst auf Deutsch, dann auf Russisch erschienen.)
- Der zweite Tag. День второй. Pascal, Paris 1933. Deutsche Übersetzung: Malik, Prag 1933.
- Ohne Atempause. Не переводя дыхания. Sowjetski Pisatel, Moskau 1935. Deutsche Übersetzung: Malik, London 1936.
- Der Fall von Paris. Падение Парижа. Gosisdat, Moskau 1942. Deutsche Übersetzung: Steinberg, Zürich 1945.
- Sturm. Буря. Sowjetski Pisatel, Moskau 1948 (in Fortsetzungen vorabgedruckt in: Nowy Mir, 1947). Deutsche Übersetzung: Volk und Welt, Berlin 1948.
- Die neunte Woge. Девятый вал. Sowjetski Pisatel, Moskau 1953. Deutsche Übersetzung: Volk und Welt, Berlin 1953.
- Tauwetter. Оттепель. Sowjetski Pisatel, Moskau 1956 (vorabveröffentlicht in: Snamja, Nr. 5, 1954 und Nr. 4, 1956). Deutsche Übersetzung: Kultur und Fortschritt, Berlin 1957.

### Kurzprosa
- Unwahrscheinliche Geschichten. Неправдоподобные истории. S. Efron, Berlin 1922. Deutsche Übersetzung: Volk und Welt, Berlin 1984.
- 6 Novellen mit glücklichem Ausgang. Шесть повестей о легких концах. Gelikon, Berlin 1922.
- 13 Pfeifen. Тринадцать трубок. Gelikon, Berlin 1923. Deutsche Übersetzung: Malik, Berlin 1930.
- Die relativen Leiden eines Café-Süchtigen. Условные страдания завсегдатая кафе. Nowaja Schisn, Moskau 1926.

### Gedichtbände
- Verse. Стихи. Paris 1910.
- Verse über Vorabende. Стихи о канунах. Serna, Moskau 1916.
- Gebet für Russland. Молитва о России. Sewernje Dni, Moskau 1918.
- Reflexionen. Раздумия. Riga 1921.
- Der Baum. Дерево. Moskau 1946.

### Über Kunst, Literatur und Film
- Porträts russischer Dichter. Портреты русских поэтов. Argonawty, Berlin 1922.
- Und sie bewegt sich doch. А все-таки она вертится. Gelikon, Berlin 1922. Deutsche Übersetzung: Lit, Basel 1986. Ehrenburgs konstruktivistisches Manifest.
- Вещь – Objet – Gegenstand (dreisprachige Zeitschrift, russisch, französisch und deutsch, herausgegeben von Ehrenburg und El Lissitzky). Berlin 1922.
- Die Materialisierung des Phantastischen. Материализация фантастики. Kinopetschat, Leningrad 1927. Ehrenburgs Filmbuch. Cover von Alexander Michailowitsch Rodtschenko.
- Weiße Kohle oder Werthers Tränen. Белый уголь, или слезы Вертера. Priboi, Leningrad 1928. Beiträge daraus ins Deutsche übersetzt in: Ilja Ehrenburg: Über Literatur. Volk und Welt, Berlin 1986. Aufsatzband, der poetologische Reflexionen, Berichte über die Verfilmung der Jeanne Ney und Reiseberichte Ehrenburgs versammelt.
- Wir und sie: Frankreich. Мы и они: Франция. Mit Owadi Sawitsch. Petropolis, Berlin 1931. Anthologie russischer und französischer Literatur.
- Französische Hefte. Французские тетради. Sowjetski pisatel, Moskau 1958. Deutsche Übersetzung: VEB Verlag der Kunst, Dresden 1962 (Fundus-Reihe 5). Enthält unter anderem Die Lehren von Stendhal, Уроки Стендаля.

### Journalistisches, Zeitgeschichtliches und Politisches
- Das Gesicht des Krieges. Лик войны. Russko-Bolgarskoje Knigoisdatelstwo, Sofia 1920. Sammlung von Ehrenburgs Kriegsreportagen aus dem Ersten Weltkrieg.
- Visum der Zeit. виза времени. Petropolis, Berlin 1929 (teilweise vorabgedruckt in Krasnaja Now, 1928–1929). Deutsche Übersetzung von Hans Ruoff. List, Leipzig 1929. Digitalisat im Hathitrust
- Spanien. Испания. Federazija, Moskau 1932. Deutsche Übersetzung unter dem Titel Spanien heute: Malik, Berlin 1932.
- Mein Paris. Мой Париж. Mit El Lissitzky. Isogis, Moskau 1933. Nachdruck: Steidl, Göttingen 2005. Bildband mit Schnappschüssen und Text von Ehrenburg.
- Der Bürgerkrieg in Österreich. Гражданская война в Австрии. Sowjetskaja Literatura, Moskau 1934. Deutsche Übersetzung: Malik, Prag 1934.
- Das Schwarzbuch über die verbrecherische Massenvernichtung der Juden durch die faschistischen deutschen Eroberer in den zeitweilig okkupierten Gebieten der Sowjetunion und in den faschistischen Vernichtungslagern Polens während des Krieges 1941–1945. Черная книга о злодейском повсеместном убийстве евреев немецко-фашистскими захватчиками во временно оккупированных районах Советского Союза и в лагерях Польши во время войны 1941–1945 гг. Mit Wassili Grossman. Russischsprachige Erstveröffentlichung: Tarbut, Jerusalem 1980 (es fehlen die litauischen Berichte). Deutsche Übersetzung der vollständigen Fassung, herausgegeben von Arno Lustiger: Rowohlt, Reinbek 1994. ISBN 3-498-01655-5.
- Der Krieg. Война. 3 Bände: Juli 1941–April 1942. April 1942–März 1943. April 1943–März 1944. Gosisdat, Moskau 1942–1944. Sammlung der Artikel von 1941 bis 1945 in Band 5 der Gesammelten Werke. Chudoschostwennaja Literatura, Moskau 1996.

### Autobiografie
- Menschen – Jahre – Leben. Люди, годы, жизнь. Sechs Bücher. Sowjetski Pisatel, Moskau 1961–1966 (vorabgedruckt in: Nowy Mir, 1960–1965). Vollständige Ausgabe (mit Ergänzung zensierter Kapitel und dem unbeendeten siebten Buch): Sowjetski Pisatel, Moskau 1990. Deutsche Übersetzung (von Alexander Kaempfe): Kindler, München 1962–1965; vollständige Ausgabe (inkl. zensierte Kapitel und siebtes Buch, übersetzt von Harry Burck und Fritz Mierau): Volk und Welt, Berlin (DDR) 1978–1990.